# 日本の老舗一覧
日本の老舗一覧（にほんのしにせいちらん）では、現存する日本の企業のうち創業が比較的古い企業を老舗の一例として業種別に挙げる。
（本稿では仮に、設立年を基準に、「創業100年以上」を老舗の最低必要条件として設定し、項目毎に創業年の早い順に記載する。）

## 創業1000年以上の老舗
創業後1000年を超える企業を俗に「1000年企業」と通称することがある。東京商工リサーチの調査によると業歴が1000年以上ある企業は2017年現在で7社。Webメディア「coki」による2022年の調査では22社が存在する。1024年創業の朱宮神仏具店も2024年に1000年企業に加わった。
下記の一覧では、東京商工リサーチ(2017)に掲載されている企業をTSR、coki(2022)に掲載されている企業をcokiとして記載する。
- 金剛組 - 578年創業。木造建築工事業、大阪市TSR、coki ※現在は高松建設の子会社。
- 池坊華道会 - 587年創業。華道茶道教授業、京都市TSR、coki
- 西山温泉慶雲館 - 705年創業。旅館業、山梨県（西山温泉）TSR、coki
- 古まん - 717年創業。旅館業、兵庫県（城崎温泉）TSR、coki
- 善吾楼（法師） - 718年創業。旅館業、石川県（粟津温泉）TSR
- お宿やました - 718年創業。旅館業、石川県（湯涌温泉）coki
- かいり - 718年創業。旅館業、新潟県（湯之谷温泉郷・大湯温泉）coki
- 今神温泉 - 725年創業。旅館業、山形県coki ※2024年現在は長期間休業状態[4][5]。
- 源田紙業 - 771年創業。祝儀用品、京都市coki ※現在は業態転換し不動産業など。
- 五位堂工業 - 784年創業。鋳物、奈良県coki
- 傳來工房 - 806年創業。金属鋳造、京都市coki
- ゑびすや - 834年創業。旅館業、栃木県（塩原元湯温泉）coki
- 田中伊雅仏具店 - 889年創業。宗教用具製造業、京都市TSR、coki
- 牧瀬種子鋏製作所 - 905年創業。鋏製造、鹿児島県coki
- 宿坊赤松院 - 923年創業。旅館業、和歌山県（高野山）coki
- 大蔵製盆所 - 935年創業。木地師、名古屋市coki
- 大丸あすなろ荘 - 969年創業。旅館業、福島県（二岐温泉）coki
- 中村社寺 - 970年創業。木造建築工事業、愛知県TSR、coki ※現在は金剛組の子会社。
- 一文字屋和輔 - 1000年創業[6]。飲食店、京都市coki
- 佐勘 - 1000年創業。旅館業、仙台市（秋保温泉）TSR、coki
- 宿坊一乗院 - 1000年創業。旅館業、和歌山県（高野山）coki
- おおみや旅館 - 1005年創業。旅館業、山形県（蔵王温泉）coki
- 朱宮神仏具店 - 1024年創業。宗教用具の製造販売業、山梨県TSR[注釈 1]

## 建設業
- 金剛組 - 578年創業。大阪市。2005年に経営破綻、ケージー建設に社名を変更して2006年に自己破産。新生金剛組は髙松建設が出資する子会社となり、さらに髙松コンストラクショングループの孫会社となった。
- 中村社寺 - 970年創業。愛知県一宮市。2007年より金剛組の子会社となる。
- 松井建設 - 1586年創業。東京都中央区。
- 竹中工務店 - 1610年創業。大阪府大阪市中央区。
- 住友林業 - 1691年創業。東京都千代田区。
- 錢高組 - 1705年創業。大阪府大阪市西区。
- 清水建設 - 1804年創業。東京都中央区。
- 鹿島建設 - 1840年創業。東京都港区。
- 佐藤工業 - 1862年創業。東京都中央区日本橋。
- 鴻池組 - 1871年創業。大阪府大阪市中央区。
- 北川組 - 1872年創業。愛知県名古屋市瑞穂区
- 大成建設 - 1873年創業。東京都新宿区。
- 西松建設 - 1874年創業。東京都港区虎ノ門。
- 飛島建設 - 1883年創業。神奈川県川崎市。
- 早野組 - 1887年創業。山梨県。
- 大林組 - 1892年創業。東京都港区。
- 淺沼組 - 1892年創業。大阪府大阪市天王寺区。
- 荒井建設 - 1894年。北海道旭川市。
- 加賀田組 - 1895年創業。新潟県新潟市。
- 五洋建設 - 1896年、広島県呉市で創業。東京都文京区。
- 雛屋建設社 - 安土桃山時代の楽市楽座に創業。岐阜県岐阜市。

## 製造業

### 食料製造業

#### 水産食料品製造業
- 松前屋 - 1392年創業。京都市中京区。昆布
- 神茂 - 1688年創業。東京都中央区。はんぺん、蒲鉾。
- 山本山 - 1690年創業。東京都中央区。
- にんべん - 1699年創業。東京都中央区。
- 新橋玉木屋 - 1782年創業。東京都港区新橋。佃煮。
- 天たつ - 1804年創業。福井県福井市。
- ヤマサちくわ - 1827年創業。愛知県豊橋市。ちくわ、蒲鉾、魚肉練り製品。
- 田邊屋商店 - 1830年創業。京都市中京区。
- 小倉屋山本 - 1848年創業。大阪府大阪市。
- 小倉屋 (戎橋筋) - 1848年創業。大阪府大阪市。
- 山本海苔店 - 1849年創業。東京都中央区。
- 丸山海苔店 - 1854年創業。東京都中央区。
- 鮒佐 - 1862年創業。東京都台東区。佃煮。
- 鈴廣 - 1865年創業。神奈川県小田原市。蒲鉾、魚肉練り製品。
- 海老屋總本舗 - 1869年創業。東京都墨田区。佃煮。
- 奥井海生堂 - 1871年創業。福井県敦賀市。
- 井上かまぼこ店 - 1878年創業。神奈川県大磯町。
- 源馬 - 1911年創業[7]。三重県桑名市[8]。
- 桃屋 - 1920年創業。東京都。

#### 調味料製造業
- まるや八丁味噌 - 1337年創業。愛知県岡崎市。
- 室次 - 1573年創業。福井県福井市田原。
- ヒガシマル醤油 - 天正年間（1573年 - 1593年）創業。兵庫県たつの市。
- 尾道造酢 - 1582年創業。広島県尾道市。
- カニ醤油 - 1600年創業。大分県臼杵市。
- ヒゲタ醤油 - 1616年、銚子で創業。東京都中央区。
- やげん堀 - 1625年創業。東京都墨田区。七味唐辛子。
- 青源味噌 - 1625年創業。栃木県宇都宮市。
- ヤマサ醤油 - 1645年創業。千葉県銚子市。
- カクキュー - 正保年間（1645年 - 1648年）創業。愛知県岡崎市。
- マルカン酢 - 1649年創業。愛知県清洲。のち兵庫県神戸市。
- キッコーマン - 1661年創業。千葉県野田市。
- 信州味噌 (企業) - 1674年創業。長野県小諸市。
- 柴沼醤油醸造 - 1688年創業[9]。茨城県土浦市。
- ちくま味噌 - 1688年創業。東京都江東区。
- 原了郭 - 1703年創業。京都市東山区祇園町。
- 八百三 - 1708年創業。京都府京都市。
- とば屋酢店 - 1710年創業。福井県小浜市。
- 大津屋 - 1717年創業。山口県下関市。
- 豊島屋 - 1720年創業。岡山県倉敷市。
- 八幡屋礒五郎 - 1736年創業。長野県長野市。七味唐辛子。
- イチビキ - 1772年創業。愛知県名古屋市熱田区。
- 笛木醤油 - 1789年創業。埼玉県川島町。
- 丸中醤油 - 1800年創業。滋賀県愛知郡。
- ミツカン - 1804年創業。愛知県半田市。
- サンジルシ醸造 - 1804年創業。三重県桑名市。
- 米長商店 - 1809年創業。福岡県福岡市。
- 大源味噌 - 1823年創業。大阪市中央区。
- 直源醤油 - 1825年創業。石川県金沢市。
- 本田味噌本店 - 1830年創業[10]。京都府京都市上京区[10]。
- 有田屋 - 1832年創業。群馬県安中市。
- 鎌田醤油 - 1835年創業。香川県坂出市。
- 角長 - 1841年創業。和歌山県有田郡湯浅町。
- カネチョウ味噌　深瀬善兵衛商店 - 1841年創業。山形県山形市。
- マルヨしょうゆ　吉末醸造元 - 1849年創業。佐賀県佐賀市諸富町。
- ナカマル醤油 - 1850年創業。福岡県宗像市。
- ポールスタア - 1850年創業。東京都東村山市。
- マルコメ - 1854年創業。長野県長野市。
- ジョーキュウ - 1855年創業。福岡県福岡市。
- フンドーキン醤油 - 1861年創業。 大分県臼杵市。
- 株式会社服部製糖所 - 1864年創業。　徳島県阿波市吉野町。
- ちん里う本店 - 1871年創業。神奈川県小田原市。
- 伊賀越 - 1873年創業[11]。三重県伊賀市[11]。
- 正田醤油 - 1873年創業。群馬県館林市。
- 梶田商店 - 1874年創業[12]。愛媛県大洲市[12]。
- 丸新本家 - 1881年創業[13]。和歌山県湯浅町[12]。
- 富士甚醤油 -1883年創業。大分県臼杵市。
- シマヤ - 1890年創業。山口県周南市。
- ヤマク食品 - 1894年創業。徳島県板野郡藍住町。
- 大日本明治製糖 - 1895年創業。
- イカリソース - 1896年創業。大阪府大阪市福島区。
- 一馬本店 - 1899年創業。山口県防府市。
- カゴメ - 1899年創業。愛知県名古屋市中区。
- ブルドックソース - 1902年創業。東京都中央区。
- 味の素 - 1909年創業。東京都中央区。
- アサムラサキ - 1910年創業。広島県福山市。
- ヤマト醤油味噌 - 1911年創業。石川県金沢市。
- ハウス食品 - 1913年創業。大阪府東大阪市。
- キユーピー - 1919年創業。東京都渋谷区。
- エスビー食品 - 1923年創業。東京都中央区。

#### 漬物製造業
- 宮崎屋 - 1865年（慶応元年）創業[14]。三重県伊賀市上野[14]。
- 中田食品 - 1897年創業。和歌山県田辺市。梅干し、梅加工食品。

#### 菓子・パン製造業
- 一文字屋和輔（一和） - 1000年創業[注釈 2]京都府京都市北区。
- 五郎兵衛飴総本舗 - 治承年間（1177年 - 1180年）創業。福島県会津若松市。
- 紅蓮屋心月庵 - 1327年創業。宮城県宮城郡松島町。
- かん袋 - 1329年創業。大阪府堺市。
- 黒田千年堂 - 1333年以前創業。島根県安来市。
- 塩瀬総本家 - 1349年創業。東京都中央区。
- 亀屋陸奥 - 1421年創業[15]。京都府京都市下京区・西本願寺門前町[15]。
- 駿河屋 - 1461年創業。和歌山県和歌山市。[注釈 3]
- 水田玉雲堂 - 1477年創業。京都府京都市上京区。
- 蔦屋（平戸蔦屋） - 1502年創業。長崎県平戸市。
- 川端道喜 - 1503年創業。京都府京都市左京区。
- とらや - 室町時代後期に京都で創業[16]。1869年に遷都にともなって東京に進出[16]。東京都港区赤坂。
  - とらや一条店 - 大永年間（1521年 - 1528年）創業。京都府京都市上京区。
- 本家小嶋 - 1532年創業。大阪府堺市堺区。芥子餅。
- なが餅 笹井屋 - 1550年創業。三重県四日市市。
- 太閤出世餅 - 1565年創業。三重県伊勢市。
- 柳屋奉善 - 1575年創業。三重県松阪市。
- 二軒茶屋餅角屋本店 - 1575年創業。三重県伊勢市。
- 五太夫きくや - 1584年創業。静岡県袋井市。
- 本家菊屋 - 1585年創業。奈良県大和郡山市。
- 長五郎餅本舗 - 天正年間（1573年 - 1592年）1587年以前創業。京都府京都市上京区。
- 如水庵 - 天正年間（1573年 - 1592年）創業。福岡県福岡市。
- 大寺餅河合堂 - 1596年創業。大阪府堺市。
- 桑名屋 - 1597年、回船問屋として創業。岐阜県大垣市。
- みなとや幽霊子育飴本舗 - 1599年以前創業。京都府京都市東山区。
- 雲水堂（奈良県） - 1603年創業。奈良県。
- おせき餅 - 1607年創業[17]。江戸時代に店主の「せき女」が茶店を開いたのが始まり[注釈 4]。京都府京都市伏見区。
- 桔梗屋織居 - 1608年創業。三重県伊賀市。
- 亀屋伊織 - 江戸時代（約400年前）創業。京都府京都市中京区。
- かざりや - 江戸時代（約400年前）創業。京都府京都市北区。
- 大杉屋惣兵衛 - 江戸時代（約400年前）創業。新潟県上越市。
- 名門堂 千原 - 1611年創業。
- 菓子司菊谷（新潟県） - 1613年創業。新潟県。
- 萬年堂（東京都） - 1617年、京都で創業。東京都。
- 亀屋清永 - 1617年創業。京都府京都市。
- 虎屋本舗 - 1620年創業。広島県福山市。
- カステラ本家福砂屋 - 1624年創業。長崎県長崎市。カステラ。
- 村田文福老舗 - 1624年創業。愛媛県大洲市。
- 高岡福信 - 1624年創業。大阪府大阪市中央区。
- 髙橋孫左衛門商店 - 1624年創業。新潟県上越市。
- 三桝家總本舗 - 寛永年間（1624年 - 1645年）創業。群馬県館林市。
- 壺屋総本店 (東京都) - 寛永年間（1624年 - 1645年）創業。東京都文京区。
- 森八 - 1625年創業。石川県金沢市。
- 甘養亭 - 1626年創業。
- 千鳥饅頭総本舗 - 1630年、佐賀で創業。福岡県福岡市博多区。
- 両口屋是清 - 1634年（寛永11年）創業[18]。愛知県名古屋市中区。
- 永餅屋老舗 本店 - 1634年（寛永11年）創業[8]。三重県桑名市[8]。
- 白玉屋新三郎 - 1638年創業。熊本県八代郡。
- 鶴屋 - 1639年創業。佐賀県佐賀市。
- 深川屋 陸奥大掾 - 1640年代。三重県亀山市関町。
- 松屋常盤 - 承応年間（1652年 - 1655年）創業。
- 虎屋菓子舗 - 1657年創業。千葉県香取市佐原。
- 御洲濱司 植村義次 - 1657年創業。京都府京都市中京区。
- 餅文総本店 - 1659年創業。
- 梅ヶ枝餅 小山田茶店 - 約350年前創業。福岡県太宰府市。
- 紅葉屋本店 - 1765年創業。埼玉県熊谷市。
- 坂角総本舗 - 1666年創業。愛知県東海市。
- 九重本舗 玉澤 - 1675年創業。宮城県仙台市。
- 松翁軒 - 1681年創業[19]。長崎県長崎市[19]。
- 小島屋（堺名物けし餅本舗） - 延宝年間（1673年 - 1681年）創業。芥子餅。
- 粟餅所 澤屋 - 1682年創業。
- うろこや総本店 - 1684年創業。山形県尾花沢市。
- 中浦食品 - 1686年創業。
- 西川屋 - 1688年創業。
- 八百源来弘堂 - 1688年創業。
- 聖護院八ツ橋総本店 - 1689年創業。京都府京都市。
- 本家西尾八ッ橋 - 1689年創業。京都府京都市。
- 飴屋河合 - 1691年創業。静岡県焼津市。
- 熊谷屋 - 1695年創業。宮城県仙台市青葉区。
- 追分羊かん - 1695年創業。静岡県静岡市清水区追分。
- 北島 - 1696年創業。佐賀県。
- 伊勢屋本店 - 元禄年間（1688年 - 1703年）創業。兵庫県姫路市。
- 菊水飴本舗 - 1630年代の創業[20]。
- 川口屋（名古屋・和菓子） - 元禄年間（1688年 - 1703年）創業。愛知県名古屋市。
- 秋色庵大坂家 - 元禄年間（1688年 - 1703年）創業。
- すや - 元禄年間（1688年 - 1703年）創業。「十八屋」の屋号で酢の店。岐阜県中津川市。
- 文蔵餅 三滝屋（三重県四日市市） - 元禄年間（1688年 - 1703年）創業。三重県四日市市。
- 長新 - 元禄年間（1688年 - 1703年）創業。三重県多気郡。
- 杉山壽山堂 - 1705年創業。秋田市川尻町。
- 赤福 - 1707年創業。三重県伊勢市。赤福餅。
- 伊勢源六たちばなや - 1708年創業。
- かん川 - 創業300余年。
- 來間屋生姜糖本舗 - 1715年創業。
- 笹屋伊織 - 1716年創業。
- 能登掾　稲房安兼 - 1717年創業。
- 長命寺桜もち 山本や - 1717年創業。
- 長門（東京都・和菓子） - 享保年間（1716年 - 1736年）創業。東京都。
- 大徳屋長久 - 享保年間（1716年 - 1735年）創業。三重県鈴鹿市。
- 鍵善良房 - 享保年間（1716年 - 1736年）創業。
- 御福餅本家 - 1738年創業。
- 清水屋 (静岡県) - 享保年間（1722年頃）創業。静岡県島田市。
- 圓八 - 1737年創業。石川県白山市。あんころ餅。
- 越後屋若狭 - 1740年もしくは1765年創業。
- 凮月堂 - 1747年、大坂で創業。東京都。
- 小夜の中山名物子育飴 ドライブイン小泉屋 - 1751年創業。静岡県掛川市。
- 舟橋豆長総本家 - 1751年創業。京都府京都市上京区。
- 二ツ井戸津の清（つのせ） - 1752年創業。大阪市
- 薄氷本舗 五郎丸屋 - 1752年創業。富山県小矢部市。
- 俵屋吉富 - 1755年創業。
- つちや - 1755年創業。岐阜県大垣市。
- 紅屋（三重県四日市市） - 宝暦年間（1751年 - 1763年）創業。三重県四日市市
- 一力堂 - 宝暦年間（1751年 - 1763年）創業。島根県松江市。
- 灸まん本舗石段や - 1765年創業。香川県仲多度郡琴平町。
- 含芳 紅梅屋（三重県） - 江戸時代中期（250年以上前）創業。三重県。
- 田丸弥 - 江戸時代中期創業。
- 常盤堂雷おこし本舗 - 江戸時代末期（約250年前）創業。東京都。
- 播磨屋 - 明和年間（1764年 - 1771年）創業。兵庫県赤穂市。
- 翁屋（茨城県） - 1771年創業。茨城県つくば市。
- へんばや商店 - 1775年創業。三重県伊勢市。
- 越乃雪本舗大和屋 - 1778年創業。
- 酒饅頭本舗つるや（長野県長野市） - 1779年創業。
- 竹林堂 - 安永年間（1772年 - 1781年）創業。富山県富山市。
- つくは祢屋 - 1781年創業。愛知県名古屋市昭和区。
- 備前屋 - 天明二年（1782年）創業。愛知県岡崎市。
- 虎屋 - 1782年創業。岩手県紫波郡紫波町。
- 龜屋（亀屋） - 1783年創業。埼玉県川越市仲町本店。
- 伏見駿河屋 - 天明元年（1781年）、駿河屋から分家創業。京都府京都市伏見区。
- 一笑堂 - 1790年創業。 愛媛県今治市。鶏卵饅頭。
- 越前敦賀銘菓処 紅屋 - 1793年創業。福井県敦賀市。
- 酒田屋（新潟県） - 1793年創業。新潟県。
- 松浦軒本店 - 1796年創業。岐阜県恵那市。
- 金蝶園総本家 - 1798年創業。岐阜県大垣市。
- 天任堂 - 1830年以前（1800年頃）創業。岡山県高梁市。
- 亀屋重久 - 1802年創業。京都府京都市右京区。
- 鶴屋吉信 - 1803年創業。京都市上京区今出川通。
- 亀屋良長 - 1803年創業。京都府京都市下京区。
- 亀末廣（京都） - 1804年創業。京都府京都市。
- 但馬屋老舗 - 1804年創業。大分県竹田市。
- 湯沢屋 - 1804年創業。栃木県日光市。
- 松崎商店 - 1804年創業。東京都中央区。
- 二葉堂 - 1804年創業。長野県須坂市。
- 月餅家直正 - 1804年創業。京都府京都市中京区。
- 十一屋 -  1804年創業。山形県山形市。
- あみだ池大黒 - 1805年創業。
- 船橋屋 - 1805年創業。
- 井筒八ッ橋本舗 - 1805年創業。京都府京都市。
- 紅屋重正 - 1805年創業。新潟県長岡市。
- 藤坂屋 - 1805年創業。山口県柳井市。
- かま八老舗 - 1806年創業。京都府京都市上京区。
- 柏屋光貞 - 1806年創業。京都府京都市東山区。
- 桜井甘精堂 - 1808年創業。長野県上高井郡。
- いと重菓舗（滋賀県） - 1809年創業。
- 桂月堂 - 1809年創業。島根県松江市。
- 杵屋本店 - 1811年創業。山形県上山市。
- するがや祇園下里 - 1818年、駿河屋から暖簾分け創業。京都府京都市東山区。[注釈 5]
- 和泉庄（いづしょう） - 1818年創業。
- 藤江屋分大（ふじえやぶんだい） - 1818年創業。兵庫県明石市。
- 大口屋 - 1818年創業。愛知県江南市。
- 榮太樓總本鋪 - 1818年創業。
- 羽二重団子 - 1819年創業。東京都荒川区。
- 佐藤屋 - 1821年創業。山形県山形市十日町。のし梅。
- 丸三老舗 - 1822年創業。茨城県鹿嶋市。
- 東見屋饅頭店 - 1825年創業。
- 京菓子司 源水 - 1825年創業。
- 嶋小餅店（三重県四日市市） - 文政年間（1818年 - 1829年）創業。三重県四日市市。
- 祇園饅頭 - 文政年間（1818年 - 1829年）創業。京都府京都市。
- とらや饅頭老舗 - 1830年創業。岐阜県高山市。
- 御菓子処　伊勢屋（福井県） - 1830年創業。福井県。
- 岩永 梅寿軒（長崎県） - 1830年創業。長崎県。
- 俵屋 - 1830年創業。石川県金沢市。
- 長久堂（京都） - 1831年創業。京都府京都市。
- 亀屋良永 - 1832年創業。京都府京都市中京区。
- 田村萬盛堂 - 1832年創業。
- 一六本舗 - 1833年創業。愛媛県松山市。
- 花園万頭 - 1834年に「石川屋本舗」として石川県金沢市で創業[22]。1906年に東京都港区青山に進出[22]。新宿に移転した際に近くの神社名から屋号を「花園万頭」に改めた[22]。
- かとうや（北海道・福ふくまんじゅう本舗） - 1836年創業。
- 仙加苑 - 1836年創業。宮城県白石市
- 麸兵 - 1836年創業。岐阜県岐阜市米屋町。
- 菓子勇本店 - 1836年創業。静岡県磐田市。
- 大手饅頭伊部屋 - 1837年創業。岡山県。
- 岩嶋屋（三重県四日市市） - 1837年創業。三重県四日市市。
- 大阪本家 駿河屋 - 1837年、駿河屋から分家創業。大阪府大阪市。
- 川尻酒造場 - 1839年創業。岐阜県高山市。
- 京阿月 - 1840年創業。
- 菊寿堂義信 - 天保年間（1830年 - 1843年）創業。
- 萬寿屋 - 天保年間（1830年 - 1843年）創業。埼玉県蕨市。
- 白玉屋栄壽 - 1844年創業。
- 榎純正堂一口香総本家 - 1844年創業。長崎県長崎市。
- 茂木一まる香本家 - 1844年創業。長崎県長崎市。
- 玉嶋屋 - 1845年以前創業。福島県二本松市。
- 後藤だんご屋 - 1845年創業。千葉県成田市。
- ひがしや菓子店（山口県） - 1845年創業。
- 虎屋本店 - 1846年創業。岐阜市金園町。
- かねきち - 1847年創業。千葉県長生郡一宮町。
- 錦梅堂（福井県） - 1847年創業。福井県。
- 緑寿庵清水 - 1847年創業。
- 明石屋（鹿児島県） - 1847年以前創業。鹿児島県。
- 不老園 (愛知県) - 1848年創業。愛知県名古屋市。
- 本家長門屋 - 1848年創業。福島県会津若松市。
- 落雁 諸江屋 - 1849年創業。石川県金沢市野町。
- 福文（石川県・和菓子） - 創業160年超。石川県。
- 大原老舗 - 1850年創業。佐賀県唐津市。松露饅頭。
- 梅花亭 - 1850年創業。東京都中央区。
- 櫻屋 - 1850年創業。兵庫県たつの市。
- 藤戸饅頭本舗 - 1850年創業。岡山県倉敷市。
- 亀印製菓 - 1852年創業。
- 伊賀菓庵山本 - 1852年創業。
- 柏屋 - 1852年創業。福島県。
- 銭幸餅 - 1852年創業。京都府京都市上京区。
- 日の出楼 - 1852年創業。徳島県徳島市。
- 麩藤 - 1853年創業。
- くらた - 1853年創業。秋田県湯沢市。
- 美濃忠 - 1854年創業。愛知県名古屋市中区丸ノ内。
- 大黒屋本店 - 1854年創業。愛知県名古屋市中区錦。
- 塩五 - 1854年創業。大阪府貝塚市。
- 梅園 - 1854年創業。東京都台東区。
- 五建外良屋 - 1855年創業。京都府京都市東山区。
- 御菓子処　俵屋 - 1855年創業。東京都武蔵野市吉祥寺。
- 老舗 三俣せんべい - 1855年創業。群馬県前橋市。
- 老舗西谷 - 1855年創業。山形県山形市旅篭町。
- まつ月 - 1855年創業。
- 木村屋本店（茨城県水戸市） - 1856年創業。茨城県水戸市。
- 麻布　青野総本舗（東京都） - 1856年創業。東京都港区。
- 雀おどり總本店 - 1856年創業。愛知県名古屋市中区栄。
- 満月 - 1856年創業。京都府京都市左京区。
- 金谷正廣 - 1856年創業。京都府京都市上京区。
- 富士の山菓舗 - 1856年創業。兵庫県明石市。
- 廣榮堂 - 1856年に菓子屋として創業。元は7代続く瀬戸物屋。
- 広栄堂武田 - 1856年創業。岡山県岡山市。
- 大阪屋 (新潟市) - 1858年創業。新潟県新潟市。
- 田中屋せんべい総本家 - 1859年創業。岐阜県大垣市。
- 越後家多齢堂 - 安政年間（1854年 - 1860年）創業。京都府京都市上京区。
- かんのや - 1860年創業。福島県郡山市。
- 千秋庵総本家 - 1860年創業。北海道函館市。
- 播田屋 - 1860年創業。三重県伊勢市。
- 竹屋饅頭 - 1860年頃創業。
- 清寿軒 - 1861年創業。東京都中央区日本橋。
- 竹濱義春 - 1861年頃創業。
- 三隅勝栄堂 - 1861年頃創業。山口県。
- 北尾 - 1862年創業。京都府京都市。
- 評判堂 - 1862年創業。神奈川県川崎市。
- 松河屋老舗 - 1862年創業。
- 小布施 岩崎 - 1862年創業。
- 播磨屋本店 - 1862年、兵庫県朝来市で創業。兵庫県豊岡市。
- 餅惣 - 1862年創業。岐阜県大垣市。
- 金蝶堂総本店 - 1862年創業。岐阜県大垣市。
- 和た与 - 1863年創業。
- 鶴屋八幡 - 1863年創業。大阪府大阪市中央区。
- 梅林堂 - 1864年創業。
- 川上屋 - 1864年創業。岐阜県中津川市。
- しろ平老舗 - 1865年創業。滋賀県愛知郡愛荘町。
- 甘春堂（京都府） - 1865年以前創業。京都府。
- 豆源 - 1865年創業。
- 本家玉壽軒 - 1865年創業。
- 亀屋紋蔵（紋蔵庵）（埼玉県川越市） - 1865年創業。
- 加賀麩不室屋 - 1865年創業。
- 鈴木亭 (富山県・和菓子) - 1866年創業。
- 桂新堂 - 1866年創業。愛知県名古屋市熱田区本店。
- 良辨 - 1866年創業。神奈川県伊勢原市。
- 丸和栄養食品 - 1867年創業。
- 山田屋 - 1867年創業。愛媛県松山市。
- 萬々堂通則 - 江戸時代後期創業。
- 松屋藤兵衛 - 江戸時代後期創業。
- 麩嘉 - 江戸時代後期創業。
- 言問団子 - 江戸時代末期創業。
- 矢の伊老舗 - 江戸時代創業。三重県名張市。
- 川村屋賀峯 - 1868年以前創業。
- 松琴堂 - 慶応年間（1865年 - 1868年）創業。山口県下関市。
- ひしや - 1868年創業。栃木県日光市。
- 巌邑堂 - 1868年創業。
- 末広堂（石川県金沢市） - 1868年創業。石川県金沢市
- 太白永餅　金城軒 - 1868年創業。
- 藤屋窓月堂 - 1868年創業。
- 庵月堂 - 1868年創業。
- 幸福堂 - 1868年創業。京都府京都市下京区松原通。
- ぎぼし - 1868年創業。京都府京都市下京区。
- 田村久つ和堂本店 - 1868年創業。香川県高松市。
- 平川雪舟庵 - 1868年創業。岡山県総社市。
- 菊水総本店 - 1868年創業。兵庫県神戸市。[注釈 6]
- 大福餅本店（三重県四日市市） - 明治初期創業。三重県四日市市。
- 木村屋總本店 - 1869年創業。
- 金太郎飴本店 - 明治初頭創業。
- 五勝手屋本舗（北海道） - 1870年創業。
- 天極堂 - 1870年創業。奈良県御所市。
- あさ川（茨城県水戸市） - 1872年創業。茨城県水戸市。
- 卯月堂（長野県） - 1872年、呉服商として創業。長野県
- たがねや - 1872年創業。三重県桑名市。
- 緑屋老舗 - 1872年創業。岐阜県加茂郡八百津町。
- たねや - 1872年創業。滋賀県近江八幡市北之庄町。
- 神馬堂 - 1872年創業。京都府京都市北区。
- 冨士屋 - 1872年創業。徳島県徳島市。
- 村上開新堂 - 1874年創業。東京都千代田区。
- 胡蝶庵 - 1874年創業。長野県安曇野市。菓子・茶。
- 花乃舎 - 1874年創業。三重県桑名市。
- 彩雲堂 - 1874年創業。島根県松江市。
- 田井屋本舗 - 1874年創業。京都府京都市右京区太秦。
- 亀まん - 1875年創業。長野県伊那市。
- 加賀麸司 宮田 - 1875年創業。石川県金沢市。
- 冨永松栄堂 - 1875年。
- 米市商店 - 1875年創業。愛知県半田市。
- 鳴海餅本店 - 1875年創業。京都府京都市上京区。
- たんきり飴本舗 - 1875年創業。京都府京都市上京区大宮通。
- 鈴木栄光堂 ‐ 1877年創業。岐阜県大垣市。
- 村上屋餅店 - 1877年創業。宮城県仙台市青葉区。
- 那智黒総本舗 - 1877年創業。和歌山県。
- 橘香堂 - 1877年創業。岡山県倉敷市。
- 本高砂屋 - 1877年創業。
- 日本橋 日月堂 - 1877年創業。東京都。
- 川辺光栄堂 - 1879年創業。神奈川県足柄下郡箱根町。
- 青柳総本家 - 1879年創業。愛知県名古屋市。
- 双鳩堂 - 1880年創業。京都府京都市左京区。
- 塩芳軒 - 1882年創業。
- 越後屋菓子店 （長野県伊那市） - 1882年創業。
- 中村軒 - 1883年創業。京都府京都市西京区。
- 一六 - 1883年創業。愛媛県松山市。
- 空也（和菓子） - 1884年創業。東京都中央区。
- 豆政 - 1884年創業。京都府京都市。
- 開運堂（長野県松本市） - 1884年、呉服商から菓子業に転じる。長野県松本市。
- 大極殿本舗 （京都府） - 1885年創業。京都府京都市。
- 謙信笹だんご本舗 くさのや - 1885年創業。新潟県上越市。
- 芥川製菓 - 1886年創業。
- 菱屋（京都・おかき） - 1886年創業。京都府京都市。
- 仙太郎 - 1886年創業。京都府京都市下京区。
- 長榮堂 - 1886年創業。山形県山形市。
- 浅田飴 - 1887年創業。
- いとうや - 1887年創業。宮城県仙台市宮城野区。
- 下山松壽軒（つるの玉子本舗） - 1887年創業。岡山県岡山市。
- 丸川製菓 - 1888年創業。
- 松彌 - 1888年創業。
- なごみの米屋 - 1889年創業。千葉県成田市。
- 桔梗屋 - 1889年創業。山梨県笛吹市。桔梗信玄餅。
- 井熊総本家 - 1890年創業。茨城県水戸市。
- 御菓子処あさみ（敦賀市） - 1890年創業。福井県敦賀市。
- 新杵 - 1891年創業。神奈川県大磯町。虎子饅頭、西行饅頭。
- 文の助茶屋 - 1910年頃創業。京都府京都市東山区下河原。
- 風流堂 - 1890年創業。島根県松江市。
- 甘泉堂 - 創業120年以上。
- 栃の実せんべい総本家 養老軒 - 1892年創業。岐阜県下呂市。
- 秀松堂総本店 - 1892年創業。愛知県名古屋市西区。
- 西谷堂 - 1892年創業。京都府京都市上京区今出川。
- 末富 - 1893年創業。
- 三條若狭屋 - 1893年創業。京都府京都市。
- 西村衛生ボーロ本舗 - 1893年創業。
- 住吉団子本舗 - 1893年創業。大阪府大阪市。
- 青木屋 - 1893年創業。
- 甲府風月堂 - 1894年創業。山梨県甲府市。
- 元祖堅ボーロ本舗 - 1894年創業。
- 梅月堂本店（長崎県） - 1894年創業。長崎県。
- 富英堂 - 1894年創業。京都府京都市伏見区。
- 若松園 - 1894年創業。愛知県豊橋市。
- 豊島屋 (製菓業) - 1894年創業。神奈川県鎌倉市。鳩サブレー。
- 玉川軒老舗 桑名名物 蛤しるこ - 1895年創業。三重県桑名市。
- 露本舗 喜多林堂 - 1895年創業。
- 井村屋グループ - 1896年に和菓子屋を創業[24]。
- 亀末廣（名古屋） - 1896年創業。愛知県名古屋市。
- 小布施堂 - 1897 - 1906年製菓業開始。長野県。
- 月世界本舗 - 1897年創業。富山県富山市。
- 梅屋光孝 - 1897年創業。
- 吉見菓子舗 - 1897年創業。
- 大原女家 - 1897創業。京都府京都市東山区祇園町。
- 大黒屋鎌餅本舗 - 1897年創業。
- 今西軒 - 1897年創業。京都府京都市下京区五条。
- 朝日屋本店 - 1897年創業。栃木県高根沢町。きんとんまんじゅう。
- 御所乃石本舗 京の飴いしざき - 1897年創業。京都府京都市上京区。
- 先斗町駿河屋 - 1898年、するがや祇園下里から分家創業。京都府京都市中京区。
- 村岡総本舗 - 1899年創業。佐賀県小城市。
- 出町ふたば - 1899年創業。京都府京都市上京区。
- 森永製菓 - 1899年創業。東京都。
- 赤坂青野（東京都） - 1899年創業（店舗を構えた年）。
- 松月堂 - 1899年創業。山梨県。
- 文明堂 - 1900年創業。カステラ。
- ガトーフェスタ・ハラダ - 1901年創業。群馬県高崎市。
- 草加煎餅 志免屋 - 1901年創業。埼玉県草加市。
- 欣榮堂（三重県） - 1901年創業。
- 舟和本店 - 1902年創業。
- 松栄堂 - 1903年創業。岩手県一関市。
- 松川屋良永 - 1905年創業。愛知県知多郡阿久比町。
- 船はしや - 1905年創業。京都府京都市中京区（三条大橋）。
- 石村萬盛堂 - 1905年創業。
- 松華堂 - 明治30年代（1897年 - 1906年）創業。愛知県半田市。
- まつい堂 - 明治30年代（1897年 - 1906年）創業。京都府京都市伏見区。
- 角八本店 - 1906年創業。千葉県長生郡一宮町。
- 今井総本家 - 1906年創業。愛知県名古屋市中区大須。
- 勉強堂（サンフランシスコ） - 1906年創業。
- 宝泉堂 - 1907年創業。京都府京都市左京区。
- 清月堂本店（東京都） - 1907年創業。東京都中央区銀座。
- 松花堂（三重県四日市市） - 1907年創業。
- 菓匠寿々木 - 1908年創業。神奈川県横浜市。
- 井之廣製菓舗 - 1908年創業。
- 梅月堂（大阪市） - 1909年創業。大阪府大阪市。
- 野中屋（三重県） - 1909年創業。三重県。
- 和菓子処 長栄堂 - 1909年創業。三重県桑名市。
- 丹波篠山　梅角堂 - 1909年創業。兵庫県丹波篠山市。
- 銀座菊廼舎 - 1910年創業。東京都中央区銀座。
- 柚餅子総本家中浦屋 - 1910年創業。石川県輪島市。
- 松屋 - 1910年菓子店として創業。それ以前の江戸時代は旅籠。京都府城陽市。
- 桜月堂 - 1910年創業。佐賀県小城市。
- やまり菓子舗（山形県） - 1911年創業。山形県。
- 澤田屋 - 1911年。（現在地で菓子製造開始。創業は江戸末期）山梨県甲府市。
- 菓匠花見 - 1912年創業。埼玉県さいたま市。
- 弁天堂（岐阜県） - 1912年創業。岐阜県。
- 小ざくらや一清 - 1912年創業。愛知県名古屋市。
- 兎月堂老舗 - 1912年創業。三重県桑名市。
- 小松屋（京都府） - 1912年創業。京都府京都市中京区寺町。
- 畑野軒老舗 - 1912年創業。京都府京都市中京区錦小路。
- 東寺餅 - 1912年創業。京都府京都市南区九条町。
- 平治煎餅本店 - 1913年創業。三重県津市。
- 森永乳業 - 1917年創業。東京都
- 小宮せんべい本舗 - 明治末期創業。埼玉県草加市。
- 米満軒 - 明治末創業。京都府京都市右京区。
- 橘屋八頭司羊羹本舗 - 創業100余年。佐賀県小城市。

#### 豆製品製造業
- 湯葉吉- 1790年創業。京都府京都市中京区。
- 千丸屋京湯葉 - 1804年創業[10]。京都府京都市中京区[10]。

#### 動植物油脂製造業
- 竹本油脂 - 1725年創業。愛知県蒲郡市。
- 岩井の胡麻油 - 1857年創業。
- かどや製油 - 1858年創業。
- 九鬼産業 - 1886年創業[25]。四日市市[25]。
- 岡村製油 - 1892年創業[26]。大阪府柏原市[26]。
- 丸和油脂 - 1923年創業。東京都品川区。

#### 穀物類加工製造業
- 三輪山本 - 1717年創業。奈良県桜井市。
- 天野屋 - 1846年創業。東京都千代田区（神田明神前）。糀製品。
- 早川商店（米穀商） − 1894年創業。新潟県長岡市。
- 日清製粉 - 1900年創業。

### 飲料・たばこ・飼料製造業

#### 総合飲料製造業
- キリンビール - 1870年「麒麟麦酒」として創業。法人設立は1907年。
- サッポロビール - 1876年、北海道札幌市で創業。東京都渋谷区。
- チチヤス - 1886年、「広島合資ミルク会社」として広島県広島市で創業。広島県廿日市市。
- アサヒビール - 1889年、「大阪麦酒」として創業。
- サントリー - 1899年創業。大阪府大阪市。
- カルピス - 1916年に「醍醐味合資会社」として創業[27]。東京都渋谷区[27]。

#### 酒類製造業
- 須藤本家 - 1141年創業。茨城県笠間市。
- 飛良泉本舗 - 1487年創業。秋田県にかほ市。
- 剣菱酒造 - 1505年以前創業。兵庫県神戸市東灘区。
- 山路酒造 - 1532年創業。滋賀県長浜市。
- 冨田酒造 - 1534年創業。滋賀県長浜市。
- 酒千蔵野 - 1542年創業。長野県長野市。
- 吉乃川 - 1548年創業。新潟県長岡市。
- 小西酒造 - 1550年創業。兵庫県伊丹市。
- 冨田酒造 - 1554年創業。滋賀県長浜市。
- 菊姫 - 天正年間（1573年 - 1592年）創業。石川県白山市。
- 名門サカイ - 1592年創業。愛媛県宇和島市。
- 小屋酒造 - 1593年創業。山形県最上郡大蔵村。
- 豊島屋本店 - 1596年創業。東京都千代田区。
- 小嶋総本店 - 1597年創業。山形県米沢市。
- 龍神酒造 - 1597年創業。群馬県館林市。
- 奥藤商事 - 1601年(慶長6年)創業。兵庫県赤穂市。
- 右田本店 - 1602年創業。島根県益田市。
- 養命酒製造 - 1602年創業。東京都渋谷区。発祥は長野県上伊那郡中川村。
- 後藤酒造 - 1602年創業。愛媛県松山市。
- 根本酒造 - 1603年創業。茨城県常陸大宮市。
- 司牡丹酒造 - 1603年創業。高知県高岡郡佐川町。
- 木村酒造 - 1615年創業。秋田県湯沢市。
- 高木酒造 - 1615年創業。山形県村山市。
- 堀口酒造 - 1619年創業。福井県南条郡南越前町。
- 賀茂鶴酒造 - 1623年創業。広島県東広島市。
- 平瀬酒造店 - 1623年創業。岐阜県高山市。
- 吉崎酒造 - 1624年創業。千葉県君津市。
- 東亜酒造 - 1625年創業。埼玉県羽生市。
- 福光屋 - 1625年創業。石川県金沢市。
- 櫻正宗 - 1625年創業。兵庫県神戸市東灘区。
- 増田酒造 - 1625年創業。奈良県天理市。
- やちや酒造 - 1628年創業。石川県金沢市。
- 初亀醸造 - 1636年創業。静岡県藤枝市。
- 月桂冠 - 1637年創業。京都府京都市伏見区。
- 田中酒造 - 1643年創業。新潟県上越市。
- 招徳酒造 - 1645年創業。京都府京都市伏見区。
- 湯川酒造店 - 1650年創業。長野県木曽郡木祖村。
- 加賀の井酒造 - 1650年創業。新潟県糸魚川市。
- 戸塚酒造 - 1653年創業。長野県佐久市。
- 田中酒造店 - 1655年創業。茨城県取手市。
- 北川本家 - 1657年創業。京都府京都市伏見区。
- 平井商店 - 1658年創業。滋賀県大津市。
- 菊正宗酒造 - 1659年創業。兵庫県神戸市東灘区。
- 千松島 - 1660年創業。宮城県仙台市青葉区。
- 内ヶ崎酒造店 - 1661年創業。宮城県富谷市。
- 辰馬本家酒造 - 1662年創業。兵庫県西宮市。
- 宮坂醸造 - 1662年創業。長野県諏訪市。
- 多胡本家酒造場 - 寛文年間（1661年 - 1673年）創業。岡山県津山市。
- 男山 - 寛文年間（1661年 - 1672年）創業。北海道旭川市。
- 盛田 - 1665年創業。愛知県名古屋市中区、発祥は常滑市。
- 岡崎酒造 - 1665年創業、長野県上田市。
- ヤヱガキ酒造 - 1666年創業。兵庫県姫路市。
- 三井酒造場 - 1668年創業。山口県宇部市。
- 玉川酒造 - 1673年創業。新潟県魚沼市。
- 第一酒造 - 1673年創業。栃木県佐野市。
- 源平酒造 - 1673年創業。福井県大野市。
- 稲田本店 - 1673年創業。鳥取県米子市、発祥は西伯郡伯耆町。
- 玉乃光酒造 - 1673年創業。京都府京都市伏見区。
- 大賀酒造 - 1673年創業。福岡県筑紫野市。
- 増田徳兵衛商店 - 1675年創業。京都府京都市伏見区。元祖にごり酒「月の桂」醸造元。
- 白牡丹酒造 - 1675年創業。広島県東広島市。
- 山本本家 - 1677年創業。京都府京都市伏見区。
- 天領酒造 - 1680年創業。岐阜県下呂市。
- 千曲錦酒造 - 1681年創業。長野県佐久市。
- 寺田本家 - 延宝年間（1673年 - 81年）創業。千葉県香取郡神崎町。
- 福田酒造 - 1688年創業。長崎県平戸市。
- 福禄寿酒造 - 1688年創業。秋田県南秋田郡五城目町。
- 勝山酒造 - 1688年創業。宮城県仙台市泉区。
- 光武酒造場 - 1688年創業。佐賀県鹿島市。
- 佐嘉酒造 - 1688年創業。佐賀県佐賀市。
- 室町酒造 - 1688年創業。岡山県赤磐市。
- 大澤酒造 - 1689年創業。長野県佐久市。
- 鍋店 - 1689年創業。千葉県成田市。
- 鈴木酒造店 - 1689年創業。秋田佐竹藩御用酒蔵。秋田県大仙市。
- 日の丸醸造 - 1689年創業。秋田県横手市。
- 長野銘醸 - 1689年創業。長野県千曲市。
- 牧野酒造（群馬県） - 1690年創業。群馬県高崎市。
- 丸石醸造 - 1690年創業。愛知県岡崎市。
- 今井酒造店 - 1691年創業。長野県長野市。
- 二木酒造 - 1695年創業。岐阜県高山市。
- 樽平酒造 - 1695年創業。山形県東置賜郡川西町。
- 白駒酒造 - 1697年創業。福井県南条郡南越前町。
- 小野酒造 - 1697年創業。広島県山県郡北広島町。
- 若竹屋酒造場 - 1699年創業。福岡県久留米市。
- 中島醸造 - 1702年創業。岐阜県瑞浪市。
- 橘倉酒造 - 元禄年間（1688年 - 1704年）初期創業。長野県佐久市。
- 天吹酒造 - 元禄年間（1688年 - 1704年）創業。佐賀県三養基郡みやき町。
- 森山酒造場 - 元禄年間（1688年 - 1704年）創業。愛知県北設楽郡東栄町。
- 大関 - 1711年創業[28]。兵庫県西宮市。
- 奥の松酒造 - 1716年創業。福島県二本松市。
- 沢の鶴 - 1717年創業。兵庫県神戸市灘区。
- 青木酒造 - 1717年創業。新潟県南魚沼市。
- 松井酒造 - 1726年創業。京都府京都市左京区。
- 白鶴酒造 - 1743年創業。兵庫県神戸市東灘区。
- 山梨銘醸 - 1750年創業。山梨県北杜市。
- 大七酒造 - 1752年創業。福島県二本松市。
- 桝一市村酒造場 - 1755年創業。長野県上高井郡小布施町。
- 笹の川酒造 - 1765年創業。福島県郡山市。
- 宗玄酒造 - 1768年創業。石川県珠洲市。
- 内木酒造 - 1774年創業。埼玉県さいたま市桜区
- キンシ正宗 - 1781年創業。京都府京都市伏見区。
- 岩村醸造 - 1787年創業。岐阜県恵那市。
- 西野金陵 - 1789年酒類部創業。香川県仲多度郡琴平町。
- 麗人酒造 - 1789年創業。長野県諏訪市。[注釈 7]
- 本家松浦酒造場 - 1804年創業。徳島県鳴門市。
- 玉泉堂酒造 - 1806年創業。岐阜県養老郡養老町
- 車多酒造 - 1823年創業。石川県白山市。
- 朝日酒造 - 1830年創業。新潟県長岡市。
- 豊国酒造 - 1841年創業。福島県石川郡古殿町。
- 宝酒造 - 1842年創業。京都市伏見区
- 木下酒造 - 1842年創業。京都府京丹後市。
- 新政酒造 - 1852年創業。秋田県秋田市。
- 清洲桜醸造 - 1853年創業。愛知県清須市。
- 白瀧酒造 - 1855年創業。新潟県南魚沼郡湯沢町。
- 川端酒造 - 1860年創業。埼玉県行田市。
- 甘強酒造 - 1862年（文久2年）創業[30]。みりん製造[30]。愛知県海部郡蟹江町[30]。
- 豊国酒造 - 1862年創業。福島県河沼郡会津坂下町。
- 八鹿酒造 - 1864年創業。大分県玖珠郡九重町。
- 関谷醸造 - 1864年創業。愛知県北設楽郡設楽町。
- 篠崎 - 江戸時代後期創業。福岡県朝倉市。
- 濵田酒造 - 1868年創業。鹿児島県いちき串木野市。
- 相生ユニビオ - 1872年創業。愛知県西尾市。
- 本坊酒造 - 1872年創業[31]。鹿児島県鹿児島市[31]。
- 小山酒造 - 1878年創業。東京都北区。
- 菊水酒造 (新潟県) - 1881年創業。新潟県新発田市。
- 御代桜醸造 - 1893年創業。岐阜県美濃加茂市。
- 佐々木酒造 - 1893年創業。京都府京都市上京区。
- 千寿酒造 - 1902年創業。静岡県磐田市。
- カタシモワイナリー - 1914年創業[26]。大阪府柏原市[26]。

その他、酒造メーカーには江戸時代創業のものが多々ある。

#### 茶類製造販売業
- 通圓 - 1160年創業。京都府。
- 上林春松本店 - 永禄年間（1558年 - 1570年）創業。京都府宇治市。
- 三星園上林三入本店 - 天正年間(1573 - 1593年)創業。京都府宇治市。
- 上林茶店 - 天正年間（1573年 - 1592年）創業。佐賀県。
- 泉園銘茶本舗 - 1624年創業。京都府宇治市。
- 京都利休園 - 1626年創業。京都府宇治市。
- 松田桃香園 - 1630年創業。京都府京都市。
- 松北園 - 1645年創業。京都府宇治市。
- 江嶋 - 1661年創業。神奈川県小田原市。
- 丸久小山園 - 元禄年間（1688年 - 1703年）創業。京都府宇治市。
- 光安青霞園茶舗 - 1716年創業。福岡県。
- 一保堂茶舗 - 1717年創業。京都府。
- 梅寿堂茶舗 - 1734年武具商として創業、1862年に茶店創業。京都府。
- 京はやしや - 1753年創業。京都府。
- 政所園 - 1756年創業。滋賀県。
- 竹茗堂茶店 - 1781年創業。静岡市葵区。
- 丸宗 - 1781年創業。京都府宇治市。
- 福寿園 - 1790年創業。京都府。
- 真茶園 - 寛政年間（1789年 - 1800年）創業。静岡県藤枝市。
- 蓬莱堂茶舗 - 享和年間（1801年 - 1804年）創業。京都府。
- 升半茶店 - 文化年間（1804年 - 1818年）創業。愛知県。
- 繁田 - 1815年創業。埼玉県。
- 京都茶の蔵 - 1818年創業。京都府。
- 寺島屋彌兵衛商店 - 1827年創業。京都府宇治市。
- 伊藤久右衛門 - 1832年創業。京都府。
- 矢野園 - 1836年創業。京都府。
- 森半（共栄製茶） - 1836年創業。大阪府。
- 松阪屋嘉八本店 - 1843年創業。京都府宇治市。
- 岩田園 - 1849年創業。東京都。江戸時代創業。東京最古の日本茶屋。茶製造・卸・百貨店・小売・カフェ。
- 今村芳翠園本舗 - 1849年創業。京都府京田辺市。
- つぼ市製茶本舗 - 1850年創業。大阪府高石市。茶製造・卸・小売。
- 岸松園老舗 - 創業160年余。京都府。
- 喜多の園 - 1853年創業。長野県。
- 玉林園 - 1854年創業。和歌山県。
- ちきりや - 1854年創業。京都府京都市。
- 中村藤吉本店 - 1859年創業。京都府宇治市。茶小売・カフェ。
- 祇園辻利 - 1860年創業。京都府京都市。
- 山政小山園 - 1861年創業。京都府宇治市。
- 北川半兵衛商店 - 1861年創業。京都府宇治市。
- 宇治香園 - 1865年創業。京都府宇治市。
- 小山園茶舗 - 1865年創業。静岡市葵区。
- 中山商店 - 江戸時代創業。静岡県。
- 山本園 - 1870年創業。滋賀県甲賀市。茶卸・小売。
- 小澤清風園 - 1872年創業。京都府京都市。
- 美好園 - 1872年創業。京都府京都市。
- 柳桜園茶舗 - 1875年創業。京都府京都市中京区。茶小売。
- あいや - 1888年創業[32]。愛知県西尾市[32]。抹茶製造[32]。

### 繊維・衣料製造業
- 千總 - 1555年創業。京都府京都市。千切屋も参照。
- 千切屋治兵衞（千治） - 1555年創業。京都府京都市。千切屋も参照。
- 長谷川染物店 - 1754年創業。島根県松江市。
- 大野屋總本店 - 安永年間（1772年 - 1780年）創業。東京都中央区。
- アミカン - 1794年創業。三重県四日市市。
- 川島織物セルコン - 1843年創業。 京都府京都市左京区。
- 菅公学生服 - 1854年創業。岡山県倉敷市児島。
- 片倉工業 - 1873年創業。現在は不動産業が主力。
- トンボ (企業) - 1876年創業。岡山県玉野市。
- 東洋紡 - 1882年創業。
- 福助 - 1882年、大阪府堺市で創業。足袋、靴下、肌着の製造・販売。2003年に民事再生法を申請、東京都へ移転し他社傘下で再建し存続。
- 住江織物 - 1883年創業。大阪府大阪市。
- 倉敷紡績 - 1888年創業。岡山県倉敷市。
- ユニチカ - 1889年創業。兵庫県尼崎市。
- セーレン - 1889年創業。福井県福井市。
- 朝倉染布 - 1892年創業。群馬県桐生市。
- ダイトウボウ - 1896年創業。東京都中央区。
- 富士紡ホールディングス - 1896年、静岡で創業。東京都中央区。
- グンゼ - 1896年創業。京都府綾部市。
- テイボー - 1896年創業。静岡県浜松市。
- 日本毛織 - 1896年創業。大阪府大阪市。
- フォーク - 1903年創業。埼玉県加須市。
- 御幸毛織 - 1905年創業。愛知県名古屋市。
- 日清紡ホールディングス - 1907年創業。東京都中央区。
- オーミケンシ - 1917年創業。大阪府大阪市中央区。発祥は滋賀県彦根市。
- 帝人 - 1918年創業。東京都千代田区。発祥は山形県米沢市。

### 印刷・同関連業
- イセトー - 1855年創業。京都府京都市。
- 中西印刷 - 1865年創業[33]。
- 柴田印刷所 - 1871年創業。
- 山口堂印刷 - 1872年創業。
- 向進舎印刷 - 1880年創業。香川県小豆郡
- オムロプリント - 1886年創業。長崎県大村市。旧社名／大村活版所[34]。
- 半田中央印刷 - 1886年創業。愛知県半田市。旧社名／竹倉商工店[35][36]。
- 渡辺護三堂 - 1890年創業。
- 大日本印刷 - 1894年創業。
- 和多田印刷 - 1899年創業。
- 凸版印刷 - 1908年創業。
- 能登印刷 - 1913年創業。
- 丸山印刷 - 1914年創業。
- 株式会社城野印刷所- 1916年創業。熊本県上益城郡益城町。

### 化学工業
- 西野金陵 - 1658年創業。香川県仲多度郡琴平町。染料。
- 荒川化学工業 - 1876年創業。大阪府大阪市中央区。天然、合成樹脂。
- 日本ペイントホールディングス - 1881年、東京南品川で創業。大阪府大阪市北区。塗料。
- ワタナベ工業 - 1881年創業。岡山県倉敷市。プラスチック成型品。
- ライオンケミカル - 1885年創業。和歌山県有田市。殺虫剤（除虫菊）。
- 日産化学 - 1887年創業。東京都千代田区。
- 日本化学工業 - 1893年創業。東京都江東区亀戸。無機化学品。
- 東洋インキ - 1896年創業。印刷インキ。
- UBE - 1897年、炭鉱組合として創業。東京都港区。
- 藤倉コンポジット - 1901年創業。東京都江東区有明。ゴム製品。
- バンドー化学 - 1906年創業。兵庫県神戸市中央区。ゴム製品。
- 浪華ゴム工業 - 1906年創業。奈良県大和高田市。ゴム製品。
- アキレス - 1907年創業。東京都新宿区。ゴム製品。
- DIC - 1908年創業。東京都。旧大日本インキ化学工業、印刷インキ、合成樹脂。
- 第一工業製薬 - 1909年創業。京都府京都市南区。界面活性剤。
- 東京インキ - 1916年創業。
- 関西ペイント - 1917年創業。
- 旭化成 - 1922年創業。東京都千代田区。

#### 医薬品製造業
- 菊岡漢方薬局 - 1184年創業[37]。奈良県奈良市中新屋町
- 三光丸 - 1319年以前創業。奈良県御所市今住
- ういろう（小田原外郎家） - 応安年間(1368年-1375年)創業。神奈川県小田原市。
- 翠松堂製薬 - 1570年創業。
- 伊勢くすり本舗 株式会社 - 1570年創業。
- 宇津救命丸 - 1597年創業。
- 和歌の浦井本薬房 - 1598年創業。
- ヒサヤ大黒堂 - 1611年創業。
- 柳屋本店 - 1615年創業。
- 樋屋製薬 - 1622年創業。
- 大木 - 1658年創業。
- 有川製薬 - 1658年創業。
- 小西萬金丹 - 1676年創業。
- 田辺三菱製薬 - 1678年創業。大阪府大阪市中央区
- 守田治兵衛商店 - 1680年創業。
- 丸太中嶋製薬 - 1689年創業。
- 七ふく製薬 - 1690年創業。
- 一粒丸三橋薬局 - 元禄年間（1678年-1704年）頃創業[38]。千葉県成田市。
  - 建物は国の登録有形文化財[39][40]。単に「三橋薬局」とも呼ばれることもある。
- キタニ - 1713年創業。
- 小野薬品工業 - 1717年創業。
- エスエス製薬 - 1765年創業。
- 武田薬品工業 - 1781年創業。
- 天藤製薬 - 1813年創業。
- 久光製薬 - 1847年創業。佐賀県鳥栖市
- アラクス - 1853年創業。
- 日野製薬 - 1853年以前創業。
- 盛大堂製薬 - 1858年創業。
- 龍角散 - 1871年創業。
- 資生堂 - 1872年創業[注釈 8]。化粧品業としても老舗である。
- 広貫堂 - 1876年創立。富山県富山市。
- 塩野義製薬 - 1878年創業。
- 太田胃散 - 1879年創業。
- ワカサ - 1884年創業。
- 小林製薬 - 1886年創業。
- 山崎帝國堂 - 1888年創業。
- 参天製薬 - 1890年創業。
- 森下仁丹 - 1893年創業。
- ツムラ - 1893年創業。
- 住友ファーマ - 1897年創業。
- 奥田製薬 - 1897年創業。
- ロート製薬 - 1899年創業。
- 池田模範堂 - 1909年創業。
- 近江兄弟社 - 1910年創業。滋賀県近江八幡市。
- 河合製薬 - 1911年創業。
- 大正製薬 - 1912年創業。
- あすか製薬 - 1920年創業。
- 大塚製薬 - 1921年創業。

#### 化粧品・歯磨・その他の化粧用調整品製造業
- 柳屋本店 - 1615年創業。東京都中央区
- 伊勢半 - 1825年創業。東京都千代田区
- 資生堂 - 1872年、薬局として創業、1897年に化粧品業界に進出。東京都港区東新橋。
- 十三や - 1875年創業。京都市。
- 桃谷順天館（明色化粧品） - 1885年創業。大阪府大阪市中央区
- 花王 - 1887年創業。東京都中央区
- カネボウ化粧品 - 1887年創業。東京都中央区
- 玉の肌石鹸 - 1892年創業。東京都墨田区
- ライオン - 1891年創業。東京都墨田区。
- バスクリン - 1893年創業。東京都千代田区。
- 加美乃素本舗 - 1908年創業。兵庫県神戸市中央区。
- 牛乳石鹼共進社 - 1909年創業。大阪府大阪市城東区。
- シャボン玉石けん - 1910年創業。福岡県北九州市若松区。

### 鉄鋼・非鉄金属業
- 住友金属鉱山 - 1590年創業。
- 古河機械金属 - 1875年創業。
- DOWAホールディングス - 1884年創業。
- フジクラ - 1885年創業。
- 田中貴金属工業 - 1885年創業。
- 栗本鐵工所 - 1909年創業。

### 金属製品製造業
- 小田部鋳造 - 建久年間（1190年 - 1198年）創業。茨城県桜川市。
- ナベヤ - 1560年創業。
- 山形鋳物 菊地保寿堂 - 1604年創業。山形県山形市鋳物町。
- 南部鉄器鈴木盛久工房 - 1625年創業。岩手県盛岡市。
- 堀金箔粉 - 1711年創業。
- うぶけや - 1783年創業。創業地は大阪。現在は東京都中央区日本橋人形町。
- 鎚起銅器 玉川堂 - 1816年創業。新潟県燕市。2010年、玉川宣夫が重要無形文化財保持者（人間国宝）に認定される。
- 高岡鋳物 苗加屋（苗加製作所） - 1867年創業。富山県高岡市。金属（銅器、アルミ）鋳造。
- 東京製綱 - 1887年創業。東京都中央区。
- 渡辺刃物製作所 - 1897年創業。新潟県三条市。
- MIEテクノ - 1907年創業。三重県桑名市。
- 岡部 - 1917年創業。東京都墨田区。

### 機械製造業
- 伊藤鉄工 - 1189年創業。山形県鶴岡市[41][42]。
- クボタ - 1890年創業。
- オークマ - 1898年創業。
- ヤンマー - 1912年創業。大阪府大阪市北区。発動機、農機、建機、小型船舶。
- 由利ロール機械 - 1909年創業。神奈川県厚木市
- アイダエンジニアリング - 1917年創業。

#### 電気機器・時計・計測機器
- 東芝 - 1875年、田中久重が東京銀座に「田中製造所」として創業。
- 沖電気工業 - 1881年創業。
- セイコーグループ - 1881年、服部時計店として創業。時計、精密機器。
- アンリツ - 1895年創業。神奈川県厚木市。電子機器。
- 明電舎 - 1897年創業。
- 日本電気 - 1899年創業。
- 帆足計量機器 - 1909年創業。大分県大分市。棒はかり製造。
- 日立製作所 - 1910年創業。
- 日本無線 - 1915年創業。
- シャープ - 1912年創業。東京市本所区松井町(現：東京都江東区新大橋)。のちに大阪市阿倍野区へ移転。
- パナソニック - 1918年創業。
- シチズン時計 - 1918年創業。時計、工作機械。
- 勝島製作所 - 1918年創業。東京都葛飾区。地震計製造販売。
- 象印マホービン - 1918年創業。大阪府大阪市西区。魔法瓶、電気調理機器。
- デンソーテン - 1920年創業。兵庫県神戸市兵庫区。カーオーディオ・ナビ等。
- タイガー魔法瓶 - 1923年創業。大阪府門真市。魔法瓶、調理機器。

#### 輸送機器・造船業
- IHI - 1853年創業。
- 川崎重工業 - 1878年創業。
- 日立造船 - 1881年創業。
- 日本車輌製造 - 1896年創業。愛知県名古屋市。
- 函館どつく - 1896年創業。北海道函館市。
- ダイハツ工業 - 1907年創業。大阪府池田市。
- スズキ - 1909年創業。静岡県浜松市。
- 日産自動車 - 1910年創業。神奈川県横浜市西区。
- SUBARU - 1917年航空機メーカー中島飛行機として創業。東京都渋谷区。発祥は群馬県太田市。
- マツダ - 1920年創業。広島県安芸郡府中町。

### ガラス・土石製品
- 石塚硝子 - 1819年創業。
- 松浪硝子工業 - 1844年創業。ガラス。
- 香蘭社 - 1879年設立。陶磁器。
- Danto Tile - 1885年創業。陶磁器。
- ニチアス - 1896年創業。断熱材、建材。
- 日本山村硝子 - 1897年創業。兵庫県尼崎市。ガラス。
- ノリタケカンパニーリミテド - 1904年創業。愛知県名古屋市。陶磁器、砥石。
- 日本碍子 - 1905年創業。愛知県名古屋市。がいし。
- AGC - 1907年、尼崎で創業。東京都千代田区。ガラス、化学品。
- TOTO - 1917年創業。福岡県北九州市。衛生陶器。
- 大倉陶園 - 1919年創業。神奈川県横浜市。陶磁器。
- HARIO - 1921年創業。東京都中央区。耐熱ガラス製品。

### 仏壇・仏具・神祇道具製造・販売業
- 田中伊雅佛具店 - 885年創業。京都府京都市下京区。
- 朱宮神仏具店 - 1024年創業。
- 吉田源之丞老舗 - 1572年創業。京都市中京区。
- 木村新造装束店 - 慶長年間（1596年 - 1615年）または1600年。京都府京都市左京区。
- 永松仏具店 - 1603年創業。京都府京都市中京区。
- 佐藤葬具店（佐藤造花店） - 1624年創業。
- 山内神仏具店 - 1625年創業。富山県高岡市。
- 安田念珠店 - 1683年創業。京都府京都市中京区。数珠。
- 井筒 - 1705年創業。京都府京都市下京区。法衣・装束。
- 日本堂 - 1741年創業。
- 泉屋 - 1754年創業。大阪市中央区。仏壇。
- 小堀 - 1775年創業。京都府京都市下京区。仏壇・仏具。
- 安田松慶堂 - 1792年創業。
- 佐草屋荒木文之助商店 - 1789年創業。島根県松江市天神町。仏壇・仏具
- 福永念珠舗 - 1797年創業。京都府京都市下京区。数珠。
- 浜屋 - 1804年創業。
- 赤澤朝陽 - 1805年創業。
- 永樂屋 - 1820年創業。滋賀県。
- 芝川骸骨堂 - 1855年創業。京都府京都市下京区。数珠。
- 宮本卯之助商店 - 1861年創業。東京都台東区。和楽器、祭礼用品。
- 柳瀬仏壇 - 1863年創業。
- 三村松 - 1865年創業。
- 三上装束店 - 1867年創業。京都府京都市中京区。
- ずゞや - 1887年創業。
- 中原三法堂 - 1889年創業。岡山県倉敷市。
- 永田や仏壇店 - 1901年創業。愛知県岡崎市。

### パルプ・紙・紙製品
- 源田紙業 - 771年創業。京都府京都市上京区。祝儀用品、紙製品。
- 伊場仙 - 1590年創業。東京都中央区。団扇、扇子。
- 唐長 - 1624年創業。京都市。唐紙。
- 相馬屋源四郎商店 - 1659年。東京都新宿区。
- 富久株式会社 - 1685年創業。福島県郡山市。紙類販売。
- 川島株式会社 - 1673年創業。東京都中央区。川庄襖紙株式会社、川島企画販売株式会社。
- 東京松屋 - 1690年創業。東京都台東区。唐紙。襖紙など。
- 廻木商店 - 創業300余年。山梨県西八代郡市川三郷町。和紙専門店。
- 毛塚紙店 - 江戸享保年間創業。栃木県栃木市。
- 紙の杉山 - 1725年創業。香川県高松市。
- 小田光株式会社 - 1773年。広島県大竹市。紙卸と介護事業。
- 中庄株式会社 - 1783年創業。東京都中央区。
- 永井産業株式会社 - 1801年創業。兵庫県姫路市。
- 榛原 (和紙舗) - 1806年創業。東京都中央区日本橋。紙製品。
- 柏彌紙店 - 1824年創業。名古屋市中区。
- ゆしまの小林 - 1858年創業。東京都文京区。表具。
- 中島商店 - 1863年創業。石川県金沢市。和紙卸売業。
- 花岡株式会社　紙の温度 - 1866年創業。名古屋市熱田区。和紙専門店。
- 米長 - 江戸時代末期創業。岐阜県美濃市。
- マルアイ - 1888年創業。山梨県市川三郷町。紙製品、包装用品。
- 三菱製紙 - 1898年に神戸にあった神戸製紙所を買収して創業。東京都墨田区。洋紙。
- 大豐和紙工業(伊勢和紙) - 1899年に宇治山田町(現 伊勢市)の3社が合併して創業。三重県伊勢市。和紙。
- ヤマガタ - 1913年創業。紙製品。

### 事務用品・文房具・画材製造業
- 古梅園 - 1577年創業。製墨業。
- 上羽絵惣 - 1751年創業。京都府京都市下京区。絵具。
- ライオン事務器 - 1792年創業。東京都中野区、発祥は大阪府大阪市。事務用品。
- 不易糊工業 - 1886年創業。大阪市八尾市、糊。
- 三菱鉛筆 - 1887年創業。東京都品川区。筆記具。
- レイメイ藤井 - 1890年創業。福岡市博多区。紙、文具、事務機。
- イトーキ - 1890年創業。大阪府大阪市城東区。事務用品、事務設備。
- 馬印 - 1896年創業。愛知県名古屋市。黒板、チョーク。
- ゼブラ - 1897年創業。東京都新宿区。筆記具。
- ヤマト - 1899年創業。東京都中央区、糊。
- ホルベイン画材 - 1900年創業。大阪府大阪市。画材。
- 呉竹 - 1902年創業。奈良県奈良市。書道用品。
- コクヨ - 1905年創業。大阪府大阪市。事務機器。
- ユニオンケミカー - 1905年創業。大阪府枚方市。カーボン紙、プリンタインク等。
- クツワ - 1910年創業。大阪区東大阪市。文房具。
- セーラー万年筆 - 1911年創業。広島県呉市。万年筆。
- ぺんてる - 1911年創業。東京都中央区。筆記具。
- トンボ鉛筆 - 1913年創業。東京都北区。鉛筆。
- シード - 1915年創業。大阪府大阪市。消しゴム。
- 寺西化学工業 - 1916年創業。大阪府大阪市。筆記具、画材。
- 月光荘 - 1917年創業。東京都中央区。画材。
- パイロットコーポレーション - 1918年創業。東京都中央区。万年筆。
- プラチナ萬年筆 - 1919年創業。東京都中央区。万年筆。
- オート - 1919年創業。東京都台東区。筆記具。
- ヒノデワシ - 1919年創業。東京都墨田区。消しゴム。
- トモエ算盤 - 1920年創業。東京都新宿区。算盤。
- マルマン - 1920年創業。東京都中央区。事務用品、画材。
- サクラクレパス - 1921年創業。大阪府大阪市。画材。

### その他製造業
- 西川 - 1566年創業。ふとん、寝具。
- 日本香堂 - 1575年創業。線香。
- 浅野太鼓楽器店 - 1609年創業。石川県白山市。
- 鍵屋 - 1659年創業。東京都。花火。
- 象彦 - 1661年創業。京都府京都市。漆器。
- 外与 - 1700年創業。京都府京都市。
- 吉德 - 1711年創業。
- ホワイトローズ - 1721年創業。
- 小泉産業 - 1723年創業。大阪府大阪市。
- 増田屋コーポレーション - 1724年創業。
- 大石天狗堂 - 1800年創業。
- 久月 - 1835年創業。東京都台東区。人形製造。
- タキイ種苗 - 1835年創業。
- サンゲツ - 1849年創業。
- 箸屋 - 1856年（安政三年）創業。
- 大喜皮革株式会社 - 文久元年（1861年）創業。兵庫県姫路市。
- ムーンスター - 1873年創業。福岡県久留米市。製靴。
- 原島製畳 - 1874年創業。東京都青梅市。畳製造販売・リース。
- 三木竹材店 - 1877年創業。京都府京都市。竹製品。
- ヤマハ - 1887年創業。静岡県浜松市。楽器。
- 鈴木バイオリン製造 - 1887年創業。愛知県大府市。弦楽器。
- 任天堂 - 1889年創業。京都府京都市。
- アサヒシューズ - 1897年創業。福岡県久留米市。製靴。
- 青山ハープ - 1897年創業。福井県。楽器。
- ミキモト - 1899年創業。東京都。真珠、宝飾品。
- 石井鐵工所 - 1900年創業。
- TJMデザイン - 1909年創業。東京都板橋区。ハンドツール、システムキッチン。
- 山金工業 - 1912年創業。福井県福井市。
- 北川製作所 - 1917年横浜市で創業。前身は北川ベル
- 重松製作所 - 1917年創業。
- セイバン - 1919年創業。兵庫県たつの市。ランドセル製造・販売。
- テルモ - 1921年創業。当時は赤線検温器株式会社。

## 農業・畜産業
- 川越いも農場 島田屋総本家 - 1694年開拓。埼玉県。
- 小岩井農場 - 1891年創業。岩手県。

## エネルギー業

### 電気・ガス業
- 東京ガス - 1885年創業。東京都。
- 大阪ガス - 1897年創業。大阪府大阪市。
- 西部ガス - 1902年創業。福岡県福岡市。
- 松本ガス - 1908年創業。長野県松本市。
- 広島ガス - 1909年創業。広島県広島市。
- 岡山ガス - 1910年創業。岡山県岡山市。
- 静岡ガス - 1910年創業。静岡県静岡市。
- 大分ガス - 1911年創業。大分県別府市。
- 福山ガス - 1911年創業。広島県福山市。
- 北海道ガス - 1911年創業。北海道札幌市。
- 山形ガス - 1911年創業。山形県山形市。
- 大垣ガス - 1912年創業。岐阜県大垣市。
- 四国ガス - 1912年創業。愛媛県今治市。
- 上田ガス - 1913年創業。長野県上田市。
- 北陸ガス - 1913年創業。新潟県新潟市。
- 日本海ガス - 1913年創立。富山県富山市。
- 山口合同ガス - 1915年創業。山口県下関市。
- 鳥取ガス - 1918年創業。鳥取県鳥取市。

### 石油業
- ENEOS - 1888年、日本石油として創業。
- コスモ石油 - 1907年創業。
- 太陽石油 - 1908年創業。
- 出光興産 - 1911年創業。

## 情報通信業

### 新聞業
- 毎日新聞社 - 1872年、大阪で創業。東京都。
- 報知新聞社 - 1872年創業。
- 山梨日日新聞社 - 1872年創業。山梨県。
- 秋田魁新報 - 1873年創業。秋田県。
- 信濃毎日新聞 - 1873年創業。長野県。
- 読売新聞グループ本社 - 1874年、神奈川で創業。東京都。
- 岩手日報 - 1876年創業。岩手県。
- 山形新聞 - 1876年創業。山形県。
- 愛媛新聞 - 1876年創業。愛媛県。
- 徳島新聞 - 1876年創業。徳島県。
- 西日本新聞 - 1877年創業。福岡県。
- 新潟日報社 - 1877年創業。新潟県。
- 下野新聞 - 1878年創業。栃木県。
- 伊勢新聞 - 1878年創業。三重県。
- 朝日新聞社 - 1879年創業。大阪市。
- 山陽新聞 - 1879年創業。岡山県。
- 南日本新聞 - 1881年創業。鹿児島県。
- 山陰中央新報 - 1882年創業。島根県。
- 熊本日日新聞 - 1882年創業。熊本県。
- 日本海新聞 - 1883年創業。鳥取県。
- 北日本新聞 - 1884年創業。富山県。
- 佐賀新聞 - 1884年創業。佐賀県。
- 大分合同新聞 - 1886年創業。大分県。
- 中日新聞 - 1886年創業。愛知県。
- 北海道新聞 - 1887年創業。北海道。
- 上毛新聞 - 1887年創業。群馬県。
- 東奥日報 - 1888年創業。青森県。
- 四国新聞 - 1889年創業。香川県。
- 長崎新聞 - 1889年創業。長崎県。
- 静岡新聞 - 1891年創業。静岡県。
- 福島民報 - 1892年創業。福島県。
- 中国新聞 - 1892年創業。広島県。
- 北國新聞 - 1893年創業。石川県。
- 琉球新報 - 1893年創業。沖縄県。
- 福島民友 - 1895年創業。福島県。
- 河北新報 - 1897年創業。宮城県。
- 福井新聞 - 1899年創業。福井県。
- 高知新聞 - 1904年創業。高知県。
- 産業経済新聞社 - 1913年創業。東京都。

### 出版業
- 法藏館 - 1602年創業。
- 永田文昌堂 - 慶長年間。
- 裳華房 - 正徳年間[43]。
- 吉川弘文館 - 1857年創業。
- 松香堂 - 1865年創業[44]。
- 金原出版 - 1875年創業[45]。
- 須原屋 - 1876年創業。
- 南江堂 - 1879年創業。
- 有斐閣 - 1877年創業。
- 三省堂 - 1881年創業。
- 冨山房 - 1886年創業。
- 芸艸堂 - 1891年創業。
- ぎょうせい - 1893年創業。
- 明治書院 - 1896年創業。
- 新潮社 - 1896年創業。
- 実業之日本社 - 1897年創業。
- 東京書籍 - 1909年創業。
- 講談社 - 1909年創業。
- 誠文堂新光社 - 1912年創業。
- オーム社 - 1914年創業。
- 右文書院 - 1918年創業。
- 小学館 - 1922年創業。

### 広告代理店
- 廣告社 - 1888年創業[46]。
- 博報堂 - 1895年創業。
- TOMOE - 1913年創業[47]。

## 卸売業
- 戸谷八商店 - 1560年（永禄3年）創業。埼玉県本庄市。東京商工リサーチが埼玉県内で最古の商店と認定しており、近世期では瀬戸物を商い、明治期では銀行業・土管・瓦の製造などを手掛け、現在は陶磁器販売店[48]。
- 鮑屋 - 1587年（1624年以前）創業。神奈川県小田原市。魚問屋。神奈川県内業歴最長企業[49]。
- 木津屋本店 - 1638年創業。岩手県盛岡市。文具、事務用品。
- 児島洋紙店 - 1648年、香具屋として創業、1926年に紙販売。福岡県福岡市博多区。紙。
- 小津商店 - 1653年創業。東京都中央区。和紙、不織布。
- モリリン - 1662年創業。愛知県一宮市。繊維。
- ユアサ商事 - 1666年、京都で創業。東京都中央区日本橋。機械。
- 岡谷鋼機 - 1669年創業。愛知県名古屋市中区栄。鉄鋼、機械。
- TANBAYA（丹波屋） - 1690年創業。東京都中央区日本橋横山町。江戸横山町（現在地）に煙管（きせる）問屋として創業。ファッション・生活雑貨　卸売商社。
- 国分グループ本社 - 1712年創業。東京都中央区日本橋。食品。
- 中川政七商店 - 1716年創業。奈良県奈良市。麻織物、生活雑貨。
- ぬ利彦 - 1717年創業。東京都中央区京橋。酒類、食品。
- タキヒヨー - 1751年創業。愛知県名古屋市西区牛島。繊維。
- 平金商店 - 1767年、酒造業で創業。岩手県盛岡市。文具、事務用品。
- 紅久商店 - 1774年創業。愛知県豊橋市。金属リサイクル（ただし、創業時は吉田藩承認の紅花化粧品販売御用商人）
- 文秀堂 - 1817年創業。岩手県奥州市。南部鉄器等の企画、デザイン及び製造販売と情報機械・家具什器の販売メンテナンスを行う。
- ぜにや - 1832年、創業。岐阜県岐阜市。乾物。健康食品。
- 長瀬産業 - 1832年、京都で創業。大阪府大阪市西区。化学品。
- 日本紙パルプ商事 - 1845年、京都で創業。東京都中央区。紙、パルプ、古紙。紙専門商社。
- 三傳商事 - 1847年創業。秋田県秋田市。紙、建材、食品。
- 伊藤忠商事・丸紅（同根） - 1858年創業。大阪府大阪市中央区。総合商社。
- 蝶理 - 1861年創業。大阪府大阪市中央区。総合商社。
- 瀧定名古屋 - 1864年創業。愛知県名古屋市中区錦。繊維。
- DKSHジャパン - 1864年、横浜で創業。東京都港区三田。機械、化学品。
- 吉田興産 - 1865年創業。長野県長野市。
- 井澤金属 - 1866年創業。大阪市中央区南船場。非鉄金属。
- 森村商事 - 1876年創業。東京都。工業用原料。グループ企業に陶器関係多数。
- 遠山産業 - 1877年、津島で創業。愛知県名古屋市昭和区。繊維。
- 高田商会 - 1881年創業。東京都千代田区。産業機器。
- 冨田屋 - 1885年操業。京都府京都市上京区。呉服。
- 神栄 - 1887年創業。兵庫県神戸市。
- 兼松 - 1889年創業。兵庫県神戸市中央区。総合商社。
- 新生紙パルプ商事 - 1889年創業。東京都千代田区。紙、パルプ、紙製品。
- 横浜植木株式会社 - 1890創業。横浜市南区。野菜種子。種苗。園芸。造園工事。指定管理。植栽管理。総合園芸会社。
- 三田商店 - 1894年創業。岩手県盛岡市。産業資材。
- 田村駒 - 1894年創業。大阪府大阪市。繊維。
- カノークス - 1897年創業。愛知県名古屋市西区那古野。鉄鋼。
- ヨネイ - 1897年創業。東京都千代田区。機材・機器類。
- 高島 - 1915年創業。東京都千代田区神田駿河台。建材。

## 小売業
- 大津屋 - 1573年創業。
- とみひろ  - 1578年創業。山形県山形市。呉服商[50][42]。
- 中屋彦十郎薬舗 - 1579年（天正7年）創業。石川県金沢市。薬舗。
- 石長 - 1604年創業。神奈川県鎌倉市。墓石。
- 松坂屋 - 1611年創業。
- 丸栄 - 1615年創業。
- 永楽屋 - 1615年創業。京都府京都市。手ぬぐい。
- 東急百貨店 - 1662年、白木屋として東京都日本橋で創業。1958年に東横百貨店と合併し東急グループ入り。
- うすい百貨店 - 1662年創業。
- 鳩居堂 - 1663年創業。京都府京都市。
- さとう - 1666年、佐藤呉服店として創業。京都府福知山市。
- 三越 - 1673年創業。東京都。
- 大内屋 - 1676年創業。宮城県仙台市。
- 黒江屋 - 1689年創業。
- シノザキ - 1689年創業。栃木県宇都宮市。材木、住宅建材など。[51]
- 銀座三河屋 - 元禄年間（1688年 - 1704年）創業。
- 間渕商店 - 元禄（1688年 - 1704年）中期創業。静岡県浜松市。法人設立は1901年。
- さるや - 1704年創業。東京都中央区。楊枝。
- 木津屋 - 1711年創業。大阪府大阪市西区。漢方薬、薬種、健康食品。
- 大丸 - 1717年、京都で創業。大阪府大阪市中央区。
- 八木長本店 - 1737年創業。東京。鰹節・乾物。
- 山形屋 - 1751年創業。鹿児島県鹿児島市。
- たち吉 - 1752年創業。京都府京都市。陶磁器。
- 岩田屋 - 1754年創業。福岡県福岡市中央区。
- 銀座越後屋 - 1755年創業。東京都中央区。呉服。
- 小松屋陶器店 - 1756年創業。群馬県前橋市竪町(現千代田町)。陶磁器。
- イオン（岡田屋） - 1758年、篠原屋として創業。
- 灰吹屋薬局 - 1765年創業。
- 板文 - 1784年創業。兵庫県姫路市。家具。
- 玉林堂 - 文化年間（1804年 - 1818年）創業。大阪府大阪市。文具。
- 藤崎 - 1819年創業。
- 天満屋 - 1829年創業。岡山県岡山市。
- そごう - 1830年創業。東京都千代田区。
- 井助商店 - 文政年間（1818年 - 1830年）創業。京都府。
- 髙島屋 - 1831年、京都で創業。大阪府大阪市中央区。
- 白木屋傳兵衛 - 1831年（天保元年）創業。東京都中央区。江戸箒。
- 岩田結納店 - 1832年創業。愛知県名古屋市中区。
- 千疋屋 - 1834年創業。東京都。
- オギノ - 1841年創業。山梨県。
- 竺仙 - 1841年創業。東京都中央区。呉服店。
- 岡島百貨店 - 1843年創業。山梨県。
- 柳正堂書店 - 1854年創業。山梨県。
- 祇園辻利 - 1860年創業。京都府京都市。
- 川徳 - 1866年創業。
- 丁子屋 - 1867年桑名で創業。京城（今のソウル）を経て現在は三重県津市。紳士服。（丁子屋百貨店参照）
- 大和屋時計店 - 江戸時代創業。静岡県御殿場市。
- フレスコキクチ - 江戸時代末期創業。
- 松屋 - 1869年、横浜で創業。現在は東京都。
- イリグチ - 1870年創業。
- 生駒時計店 - 1870年創業。
- さいか屋 - 1872年創業。神奈川県川崎市。百貨店。
- 中合 - 1874年創業。
- 坂口屋 - 1874年創業。神奈川県横浜市。酒販売。
- うつのみや - 1879年創業。石川県金沢市。書店。
- 柴田音吉洋服店 - 1880年創業。兵庫県神戸市。
- 小西庄五郎漆器店 - 1883年創業。石川県輪島市。
- 明治屋 - 1885年横浜で創業。現在は東京都中央区。
- 新宿高野 - 1885年創業。
- 教文館 - 1885年創業。書店。
- 伊勢丹 - 1886年創業。
- 香鳥屋 - 1886年創業。京都府京都市東山区祇園。
- 文房堂 - 1887年創業。東京都。
- 横浜岡田屋 - 1890年創業。神奈川県。
- 山陽堂書店 - 1891年創業。東京都。[52]
- 山野楽器 - 1892年創業。東京都。
- 銀座サワモト - 1892年創業。東京都。
- カインドウェア - 1894年創業。東京都。
- 丸善雄松堂 - 1894年創業。
- 堀内洋服店 - 1895年創業。大阪府。
- ナガハマ - 1897年創業。兵庫県姫路市。
- 天賞堂 - 1897年創業。東京都中央区。
- 八木橋百貨店 - 1897年創業。埼玉県熊谷市。
- 博品館 - 1899年創業。東京都中央区。
- 田中種 - 1902年創業。大阪府大阪市北区。酒類販売。
- 朗月堂書店 - 1902年創業。山梨県。
- 高橋洋服店 - 1903年創業。東京都。
- 松井真珠店 - 1905年創業。三重県志摩市。
- 相馬商店 - 1905年創業。北海道。
- テーラー・ラト - 1906年創業。東京都。
- 銀座山形屋 - 1907年創業。東京都。
- 谷山無線電機 - 1908年創業。京都府京都市下京区。家電小売。
- 紳士服松崎 - 1912年創業。大阪府大阪市。

## 運輸業

### 陸運業

#### 鉄道業
- 南海電気鉄道 - 1884年創業、1885年開業。大阪府大阪市。
- 伊予鉄道 - 1887年創業、1888年開業。愛媛県松山市。
- 名古屋鉄道 - 1894年創業、1898年開業。愛知県名古屋市。
- 上信電鉄 - 1895年創業、1897年開業。
- 近江鉄道 - 1896年創業、1898年開業。
- 東武鉄道 - 1897年創業、1899年開業。
- 京浜急行電鉄 - 1898年創立、1899年開業。
- 秩父鉄道 - 1899年創業、1901年開業。
- 阪神電気鉄道 - 1899年創業、1905年開業。
- 京阪電気鉄道 - 1906年創業、1910年開業。
- 阪急阪神ホールディングス - 1907年創業、1910年開業。
- 島原鉄道 - 1908年創業、1911年開業。
- 能勢電鉄 - 1908年創業、1913年開業。
- 西日本鉄道 - 1908年創業、1911年開業。
- 京成電鉄 - 1909年創業、1912年開業。
- 岡山電気軌道 - 1910年創業、1912年開業。
- 京王電鉄 - 1910年創業、1913年開業。
- 一畑電気鉄道 - 1912年創業、1914年開業
- 相鉄ホールディングス - 1917年創業、1919年開業。

#### バス業
- 中鉄バス - 1896年鉄道業・中国鉄道として創業、1944年鉄道国有化によりバス専業化。岡山県岡山市。
- 両備ホールディングス - 1910年鉄道業・西大寺鉄道として創業、1927年子会社にてバス事業開始し後に合併。岡山県岡山市。
- 鞆鉄道 - 1910年鉄道業として創業、1927年バス事業開始、広島県福山市。
- 下津井電鉄 - 1911年鉄道業として創業、1925年バス事業開始、岡山県岡山市。
- 船木鉄道 - 1913年鉄道業として創業、1961年鉄道廃止しバス業に転換、山口県宇部市。
- 頸城自動車 - 1913年鉄道業として創業、1929年バス事業開始、新潟県上越市。
- 越後交通 - 1914年鉄道業として創業、1928年バス事業開始、新潟県長岡市。
- じょうてつ - 1915年鉄道業として創業、1938年バス事業開始、1941年休止、1948年再開、北海道札幌市
- 十勝バス - 1916年創業、北海道帯広市。
- 瀬戸内運輸 - 1916年海運業として創業、1919年バス事業開始、愛媛県今治市。
- 宇和島自動車 - 1918年創業、愛媛県宇和島市。
- 宇野自動車 - 1918年前身の宇野商店自動車部を創業、1941年バス事業を独立。岡山県岡山市。
- サンデン交通 - 1924年鉄道業・山陽電気軌道として創業、1930年バス事業開始、山口県下関市。

#### 運送業
- 日本通運 - 1872年創業。東京都千代田区。
- ヤマトホールディングス - 1919年創業。東京都中央区。

### 海運業
- 石崎汽船 - 1862年創業。愛媛県松山市。
- 東海汽船 - 1889年創業。
- 日本郵船 - 1893年創業。
- 青野海運 - 1894年創業。愛媛県新居浜市。

### 倉庫・輸送関連業
- 鈴与 - 1801年創業。静岡県。
- 上組 - 1867年創業。
- 三菱倉庫 - 1887年創業。
- 宇徳 - 1890年創業。神奈川県横浜市。港湾運送。
- 澁澤倉庫 - 1897年創業。
- 三井倉庫ホールディングス - 1909年創業。

## 金融業・保険業

### 銀行業
- 香港上海銀行 - 1865年創業。日本では1866年に横浜市で営業開始。
- みずほフィナンシャルグループ - 1873年、第一国立銀行として創業。
- 第四銀行 - 1873年創業。
- 十八銀行 - 1877年創業。
- 十六銀行 - 1877年創業
- 百五銀行 - 1878年創業。
- 百十四銀行 - 1878年創業。
- 中国銀行 - 1878年創業。
- 四国銀行 - 1878年創業。
- 七十七銀行 - 1878年創業。
- スルガ銀行 - 1887年創業。
- 大分銀行 - 1893年創立。
- 北都銀行 - 1895年、増田銀行として創業。
- 足利銀行 - 1895年創業。
- 三重銀行 - 1895年、四日市銀行として設立。
- 紀陽銀行 - 1895年創業。
- 山形銀行 - 1896年、両羽銀行として設立。
- 大垣共立銀行 - 1896年創立。
- 阿波銀行 - 1896年、阿波商業銀行として創業。
- 但馬銀行 - 1897年、美含銀行として設立。
- 福井銀行 - 1899年創業。

### 証券業
- 木村証券 - 1893年創業。愛知県。

### 保険業
- 明治安田生命保険 - 1881年創業。
- 朝日生命保険 - 1888年創業。
- 日本生命保険 - 1889年創業。
- 第一生命ホールディングス - 1902年創業。
- 住友生命保険 - 1907年創業。
- 日新火災海上保険 - 1908年創業。

### 質屋業
- タカヤマ - 1916年創業。福岡県福岡市。質屋。

## 不動産業
- 礒野産業 - 1587年創業。福岡県福岡市（旧礒野七平製作所）[53]
- 東京建物 - 1896年創業。

## 宿泊業
- 慶雲館 - 705年創業。山梨県・西山温泉。世界最古のホテルとしてギネスブックに載る。
- 千年の湯 古まん - 716年創業。兵庫県城崎町・城崎温泉。
- 法師 - 718年創業。石川県小松市・粟津温泉。
- 佐久ホテル - 1428年創業。長野県佐久市。
- 桝形屋 - 1533年創業。山形県米沢市・姥湯温泉[42]。
- 米屋旅館 - 1608年創業。
- 本陣リゾート - 1610年創業。
- 恵比寿屋 - 1615年創業。神奈川県藤沢市。
- 湯本福住 - 1625年創業。神奈川県足柄下郡箱根町。
- 岩沼屋 - 1625年創業。宮城県仙台市太白区・秋保温泉。
- 積善館 - 1691年創業。群馬県吾妻郡中之条町・四万温泉。
- 俵屋旅館 - 1704年創業。京都府京都市。
- 近江屋 - 300年前創業。千葉県成田市。
- 若松本店 - 1768年創業。千葉県成田市。
- 柊家旅館 - 1818年創業。京都府京都市。
- 江戸屋旅館 - 江戸時代後期[54]創業。山梨県早川町。赤沢宿参照。
- 第一滝本館 - 1858年創業。北海道登別市・登別温泉。
- 桜や作右衛門 - 1870年創業。群馬県安中市・磯部温泉。
- 新井旅館 - 1872年創業。静岡県伊豆市。
- 日光金谷ホテル - 1873年創業。栃木県日光市
- ホテルイタリア軒 - 1874年創業。新潟県新潟市。
- 湯元上山旅館 - 1874年創業。兵庫県姫路市。
- 手稲ステーションホテル - 1875年創業。北海道札幌市手稲区。
- 富士屋ホテル - 1878年創業。神奈川県足柄下郡箱根町。
- つるや旅館 - 1886年旅館業開始（旅籠としては江戸時代初期に創業）。長野県北佐久郡軽井沢町。
- 帝国ホテル - 1887年創業。東京都千代田区。
- 上高地温泉ホテル - 1887年創業。長野県松本市。
- 談露館 - 1887年創業。山梨県。
- 大阪屋 - 創業120年。福岡県福津市。
- 京都ホテル（現：京都ホテルオークラ） - 1890年創業（旅館としては1888年創業）。京都府京都市。
- THE SAIHOKUKAN HOTEL - 1890年創業。長野県長野市。
- 万平ホテル - 1894年創業（旅館としては江戸時代後期に創業）。長野県軽井沢町。
- ホテル小田島 - 1897年創業。
- 茅ヶ崎館 - 1899年創業。
- 都ホテル - 1900年創業（保養施設として1890年創業）。京都府京都市。
- 笹屋ホテル - 1903年創業。長野県千曲市。
- 加賀屋 - 1906年創業。石川県七尾市・和倉温泉。
- 小薮温泉旅館 - 明治30年代（1897年-1906年）創業。愛媛県大洲市。
- 奈良ホテル - 1909年創業。奈良県奈良市
- 蒲郡クラシックホテル - 1912年創業。愛知県蒲郡市。
- 古名屋ホテル - 1912年創業。山梨県。

## 飲食サービス業
- 一文字屋和輔（通称：一和） - 1000年創業[注釈 9]。京都市北区。
- つるべすし弥助 - 正式な創業年は不明であるが、創業800有余年とされており、平安時代末期～鎌倉時代初期にかけて創業されたと考えられている[55]。奈良県吉野郡。
- 本家 尾張屋 - 1465年創業。京都市中京区。- 創業年が判明している食事処としては日本最古である[56]。
- 平八茶屋 - 天正年間（1573年 - 1592年）創業。京都市左京区。
- 祢ざめ家 - 1592年創業。京都市伏見区。
- 元祖丁子屋 - 1596年創業。静岡県静岡市駿河区。鞠子宿を参照。
- 鮎茶屋 平野屋 - 1600年ごろ創業。京都市右京区。
- 橋本屋本店 -1618年創業。岩手県盛岡市。
- 河文 - 寛永年間（1624年 - 1645年）創業。愛知県名古屋市中区。
- 奥丹清水 - 1635年創業。京都市東山区。
- 王子扇屋 - 1648年創業。東京都北区。
- 粟餅所 澤屋 - 1682年9月創業（1638年にも記録有）。京都市上京区。
- 笹乃雪 - 1691年創業。東京都台東区。豆腐料理。
- 若栄屋－1698年創業。大分県杵築市。鯛茶漬けで有名。
- 笹巻けぬきすし総本店 - 1702年創業。
- 長寿庵 - 1704年創業。東京都。　※創業時の本店は既に無く、暖簾分けの形で分散し、現在に至っている。
- 八百善 - 1717年創業。
- 萬亀楼 - 1722年創業。京都府京都市上京区。
- いづう - 1781年創業。
- 川千家 - 1770年代（安永7年）創業。東京都葛飾区。
- 更科 - 1789年創業。
  - 更科堀井 - 1789年創業。東京都港区。
- 野田岩 - 寛政年間（1789年 - 1800年）創業。
- 駒形どぜう - 1801年創業。東京都台東区。どじょう料理。
- 明神下 神田川本店 - 1805年創業。東京都千代田区。鰻料理。
- 駒形前川 - 文化・文政期（1804年 - 1829年）創業。
- 戸田家 - 1830年創業。三重県伊勢市。
- なだ万 - 1830年、大阪で創業。東京都。
- いせ源 - 1830年創業。東京都千代田区。あんこう料理。
- いちのや - 1832年創業。埼玉県川越市。うなぎ料理。
- 三定 - 1837年創業。東京都台東区浅草。
- 日本橋弁松総本店 - 1850年創業。東京都中央区。弁当、惣菜。
- 田中屋本店 - 1851年創業。千葉県成田市。
- 竹葉亭 - 嘉永年間（1848年 - 1855年）創業。うなぎ料理。
- 蓮玉庵 - 1859年創業。東京都台東区。そば屋。
- 寿司政 - 1861年創業。
- 割烹　田中家 - 1863年創業。
- 日光湯波ふじや - 1868年創業。栃木県日光市。
- 太田なわのれん - 1868年創業。神奈川県横浜市。
- のだや - 1868年創業。東京都台東区。うなぎ料理。
- 神田錦町更科 - 1869年創業。東京都千代田区。
- 中清 - 1870年創業。天ぷら。
- 上野精養軒 - 1872年創業。東京都。
- 鳥安 - 1872年創業。東京都中央区。合鴨料理。
- 嵯峨野竹路庵 - 1874年創業。京都府京都市。
- 船津屋 - 1875年創業。三重県桑名市。現在は河文傘下。
- 和田金 - 1878年創業。三重県松阪市。[57]
- かんだやぶそば - 1880年創業。東京都千代田区神田。
- ちんや - 1880年創業。東京都台東区。
- 新宿高野 - 1885年創業。
- 甘味処 栖園 - 1885年創業。
- 大黒家天麩羅 - 1887年創業。東京都台東区浅草。天ぷら。
- まねき食品 − 1888年創業。兵庫県姫路市。
- 東洋軒 - 1889年、東京で創業。三重県津市。
- キャピタル東洋亭 - 1897年創業。京都府京都市。
- みの家　深川本店　-1897年創業。東京都江東区森下。
- 吉野家 - 1899年創業。
- 松川弁当店 - 1899年創業。山形県米沢市。
- さらしなの里 - 1899年創業。東京都中央区。
- 牛銀本店 - 1902年創業。三重県松阪市。[58]
- 松本楼 - 1903年創業。東京都千代田区。
- やをよし - 1903年創業。愛知県蒲郡市。
- 松栄亭 - 1907年創業。東京都千代田区神田。
- 崎陽軒 - 1908年創業。神奈川県横浜市。シューマイ、弁当製造・販売。
- 勝利亭 - 1909年創業。愛知県名古屋市。
- 豚捨 - 1909年創業。三重県伊勢市。[59]
- 川豊本店 - 1910年創業。千葉県成田市。[60]
- ゼー六 - 1913年創業。大阪府大阪市。氷菓。
- 多から - 明治年間（1868年 - 1912年）創業。京都府京都市中京区先斗町通四条上ル柏屋町173-2。

## 生活関連サービス業・娯楽業
- 花やしき - 1853年創業。東京都。
- 鈴本演芸場 - 1857年創業。東京都。
- 喜多床 - 1871年創業。理髪店。東京都。
- ワタキューセイモア - 1872年創業。リネンサプライ業。京都府。
- タイヘイ - 1880年創業。千葉県。調味料製造及び食材宅配サービス業。
- 松竹 - 1895年創業。
- ヤラカス舘 - 1896年創業。大阪府大阪市。広告サービス業。
- 新宿末廣亭 - 1897年創業。東京都。
- 日本旅行 - 1905年創業。旅行代理店。
- ひらかたパーク - 1910年創業。大阪府枚方市。
- 吉本興業 - 1912年創業。
- いのうえ - 1913年創業。岡山県倉敷市。葬祭業。

## 100年間以上活動し、近年停止または合併した老舗
- 川口分店 - 1470年創業（ただし、創業時は製塩業）長崎県五島市。2011年4月破産。
- 国松鋳造所 - 1535年創業。京都府京都市。2005年倒産。
- 野見山本家酒造 - 1538年創業。福岡県飯塚市。2000年廃業
- 美濃屋吉兵衛商店 - 天正年間（1550年頃）創業[61]。神奈川県小田原市。2019年6月破産[62][63][64]。
- 鶴屋長信 - 1558年創業。京都府京都市。2003年3月31日休業。
- 千吉 - 1558年創業。京都府京都市。呉服商。2004年3月廃業。
- 太田屋半右衛門 - 1562年創業。岐阜県羽島郡笠松町。2010年、後継者の逝去により廃業。銘菓「志古羅ん」は笠松菓子組合が製法を継承[65][66]。
- 長井雲華園 - 1596年創業。京都府京都市。
- 吹田貿易 - 1625年創業。京都府京都市。
- 藤むら - 1626年創業。東京都文京区。羊羹、和菓子。断続的な営業を経て閉店。閉店日不明（2011年から2014年頃）。
- 常信 - 1631年創業。京都府京都市。
- マルサン長谷川 - 1635年創業。東京都中央区。2014年解散。
- 大橋屋 - 1649年創業。愛知県豊川市。2015年閉館。
- 生風庵 - 1653年創業。京都府京都市。2006年5月休業。
- 鴻池銀行（後の三和銀行、現在の三菱UFJ銀行） - 1656年創業。大阪府大阪市。2006年にUFJ銀行が東京三菱銀行に吸収合併された際に法人格消滅。
- 桂飴本家 養老亭 - 1656年創業。京都。2013年12月閉店。
- 松屋菓子舗 - 1673年創業。福岡県福岡市。鶏卵素麺。2012年自己破産。[注釈 10]
- 岡本 - 1692年創業。東京都中央区。紙・パルプ商社。2005年に大倉三幸（1889年創業）と合併。現在の新生紙パルプ商事。
- 大沼 - 1700年創業。山形県山形市。2020年破産。
- 茶加藤 - 1728年創業。神奈川県伊勢原市。茶販売業。2022年破産。
- 川甚 - 1790年創業。東京都葛飾区柴又。2021年1月閉店。
- すかや - 1830年創業[67]。群馬県高崎市。「すかや本店」は2024年1月閉店[67]。のれん分けの店舗は継続[68]。
- 橋善 - 1831年創業。東京都港区新橋。天ぷら。2002年閉店。
- 熊谷長栄堂 - 1837年創業[69]。秋田県能代市。2023年6月末で閉店[69]。
- 花月堂 - 1851年創業。北海道小樽市。2010年11月24日に民事再生手続開始申立により倒産。2017年に北武フーズに吸収合併され、同社傘下で店舗と屋号は存続。
- 旅館 大野屋 - 1858年以前創業。千葉県成田市。2021年に建物解体[70][71]。2023年以降は同地で屋号を変え茶と菓子の販売業へ転換[72][73]。
- はせ甚 - 1862年創業。東京都港区。[要出典]
- 清水甘酒店 - 1868年創業。東京都江東区富岡。2011年3月22日時点休業中[74]。2013年から跡地にて別店舗が営業[75]。
- 木挽町辨松 - 1868年創業。東京都中央区銀座。2020年4月廃業。
- 大和小田急建設 - 1869年創業。東京都新宿。2015年10月1日、フジタに吸収合併され解散。
- 胡萩堂 - 1870年創業。東京都港区新橋。2006年頃閉店。
- 松花園池田茶舗 - 1871年創業。京都府京都市下京区。茶小売。
- 高木証券 - 1876年創業。大阪府。2019年に東海東京証券と合併。
- 花月堂 - 1883年創業。三重県四日市市。銘菓采女の里を販売していた。2017年3月31日を以て、廃業。
- 石橋屋（仙台駄菓子） - 1885年創業。宮城県仙台市。2023年（令和5年）5月閉店[76]。
- すみや - 1896年創業。静岡県静岡市。2010年にカルチュア・コンビニエンス・クラブに事業譲渡し解散。
- 三共 - 1899年創業。2005年第一製薬と統合し第一三共へ。
- 昭和シェル石油 - 1900年創業。2019年に出光興産と統合し出光昭和シェルへ
- レナウン - 1902年佐々木商会として創業。2020年民事再生法を申請、小泉グループへ事業譲渡。
- 京華堂利保 - 1903年創業。京都府京都市。2022年1月31日に閉店[77]
- 井笠鉄道 - 1911年創業、岡山県笠岡市。2012年破産。
- 第一製薬 - 1915年創業。2005年三共と統合し第一三共へ。
- 明治製菓 - 1916年創業。2011年明治乳業と統合し明治へ。
- 明治乳業 - 1917年創業。2011年明治製菓と統合し明治へ。